# Museu Nacional de Machado de Castro
O Museu Nacional de Machado de Castro é um dos mais importantes museus de Belas-Artes de Portugal. Foi assim denominado em homenagem ao destacado escultor conimbricense Machado de Castro. O seu espólio inclui importantes núcleos de escultura, pintura e Artes decorativas. 
Ocupa o antigo Paço Episcopal de Coimbra e um amplo edifício novo, inaugurado em 2012, localizando-se no Largo Dr. José Rodrigues, freguesia de Coimbra (Sé Nova, Santa Cruz, Almedina e São Bartolomeu), Coimbra. O antigo Paço Episcopal de Coimbra está classificado como Monumento Nacional desde 1910.
O Museu está integrado desde 2013 na área classificada pela UNESCO como Património Mundial da Humanidade da Universidade de Coimbra - Alta e Sofia.

## História

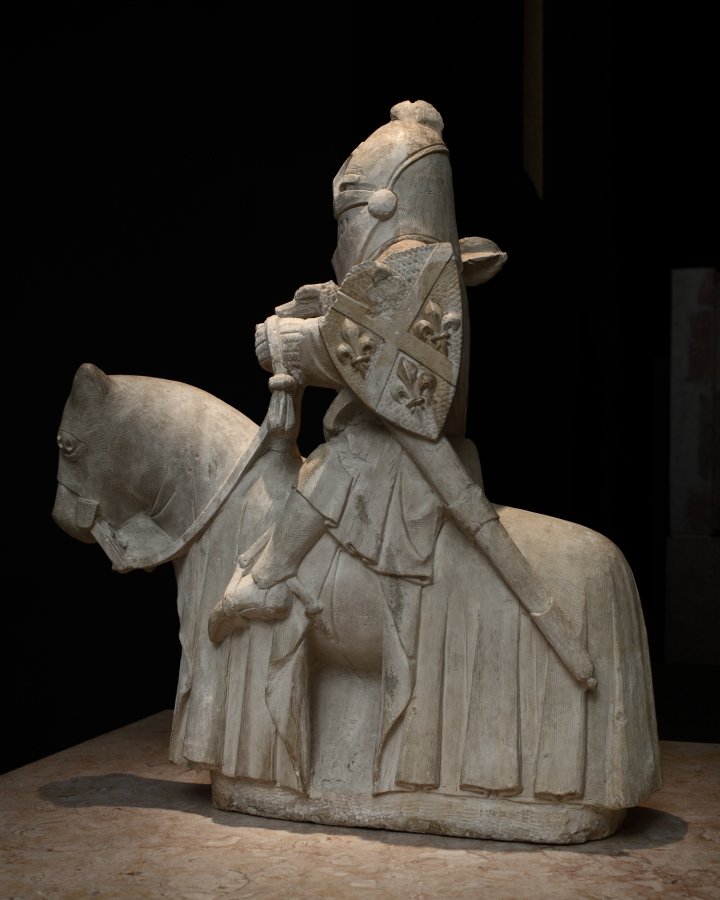
Mestre Pero, Cavaleiro medieval, séc. XIV

O decreto que determinou a criação do Museu Nacional de Machado de Castro data de 1911. A abertura ao público aconteceu a 11 de Outubro de 1913, tendo António Augusto Gonçalves como primeiro diretor (1913–1928). Os objetivos iniciais do museu eram diversos dos atuais, destinando-se, nas palavras do diretor, a "oferecer ao estudo público coleções e exemplares da evolução da história do trabalho nacional", devendo ser ampliado com uma "secção de artefactos modernos destinada à educação do gosto público e à aprendizagem das classes operárias". Prescrevia-se ainda que o Museu da Sé, o primeiro museu de arte sacra aberto em Portugal (1884) e que a Lei de Separação do Estado das Igrejas nacionalizara um mês antes, passaria a constituir uma secção do Museu Machado de Castro.
O segundo diretor, Virgílio Correia, acolheria o conceito de museu regional pelo que diz respeito à origem predominantemente regional das coleções, assumindo o seu pendor «estruturalmente artístico», embora sem deixar de contemplar as restantes valências. Em 1935 foi nomeada uma comissão a fim de estudar o plano de conjunto das obras a realizar no Museu, sendo delineado um plano global de intervenção nos edifícios que haveria prolongar-se por dois decénios, alcançando ainda o começo da atuação do terceiro diretor, Luís Reis Santos (1951–1967), que prosseguiu a ideia de privilegiar as coleções de arte. Em 1965 o Estado incluiu o Museu Nacional de Machado de Castro na lista dos museus nacionais, reconhecendo-se a sua excecional qualidade; sem deixar de ser primordialmente um museu de arte sacra com proveniência regional, a dupla valência de acervo museológico e edifício histórico fazem dele um museu raro.
Em 2006 o museu encerrou para uma ampla renovação que incluiu a construção de um novo edifício, tendo reaberto no final de 2012. As atuais instalações integram três unidades interligadas: 
- Criptopórtico romano – datado de meados do séc. I, foi edificado pela administração romana para suporte do fórum, que então passou a constituir a sede da vida política, administrativa e religiosa de Emínio, a Coimbra romana. Com a sua vasta rede de galerias e espaços comunicantes, o criptopórtico faz hoje parte do percurso de visita ao museu, constituindo um dos seus mais importantes atrativos.[5]
- Antigo paço episcopal – conjunto cujas primeiras edificações poderão datar dos séculos XI ou XII (tempo do qual subsiste a porta da antiga cerca, de arco ultrapassado, coroada de ameias), sofreu sucessivas adaptações ao longo dos séculos de que apenas há registos a partir do séc. XVI[6]. Encontra-se classificado como Monumento Nacional desde 1910. Hoje amplamente renovado e articulado com os novos espaços, o antigo Paço Episcopal acolhe parte significativa do acervo, salas multimédia e de exposições temporárias, uma loja/livraria, etc.
- Edifício novo – projetado por Gonçalo Byrne, este amplo edifício articula-se com o criptopórtico e com os espaços do antigo Paço Episcopal. Acolhe grande parte da coleção do museu (escultura, pintura, ourivesaria, etc.), incluindo ainda novas zonas de entrada e uma cafetaria/restaurante com esplanada exterior. Devido à sua qualidade arquitetónica, esta reconversão do Museu Nacional de Machado de Castro mereceu a atribuição do prémio Piranesi/Prix de Rome 2014.[7]

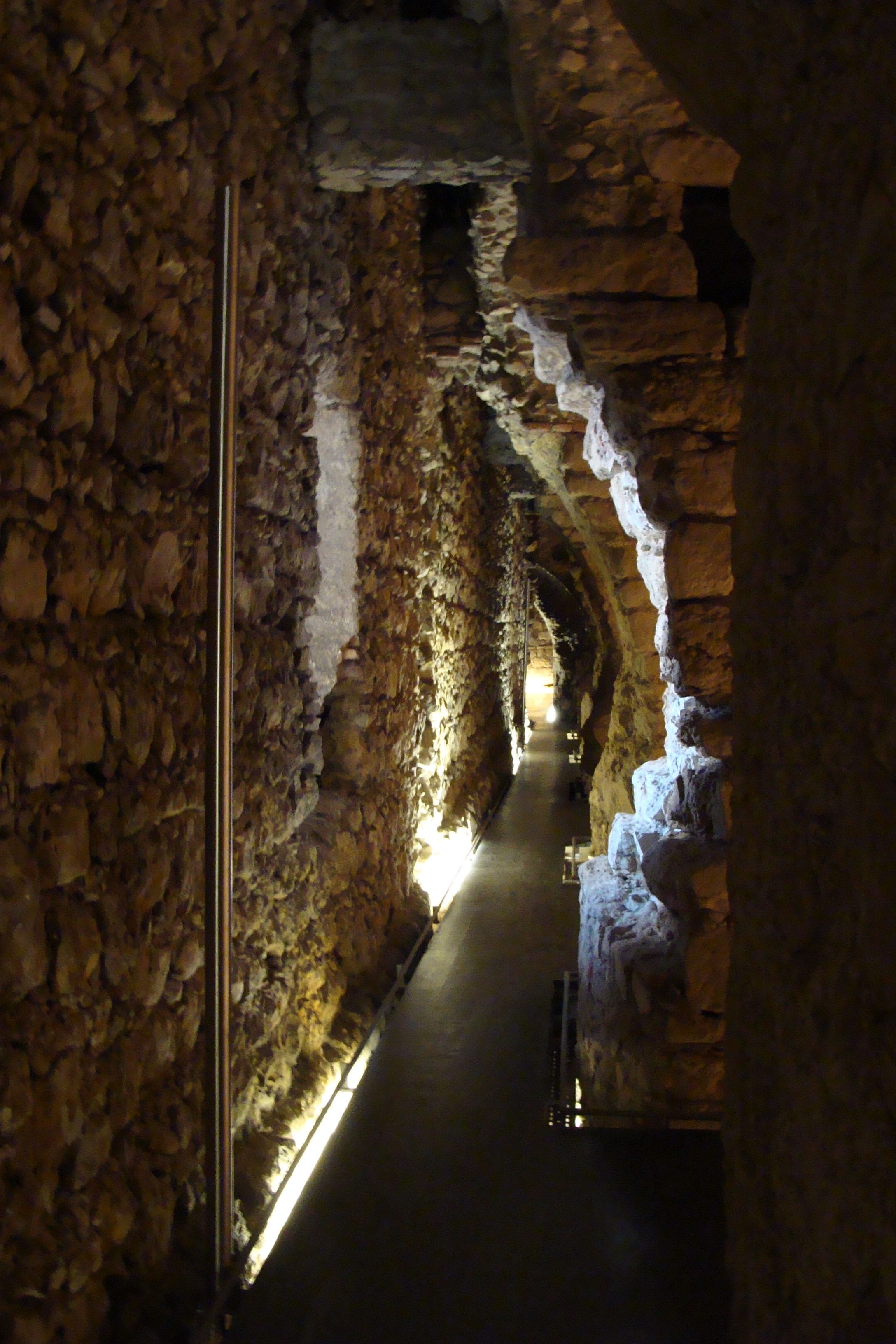
Criptopórtico romano
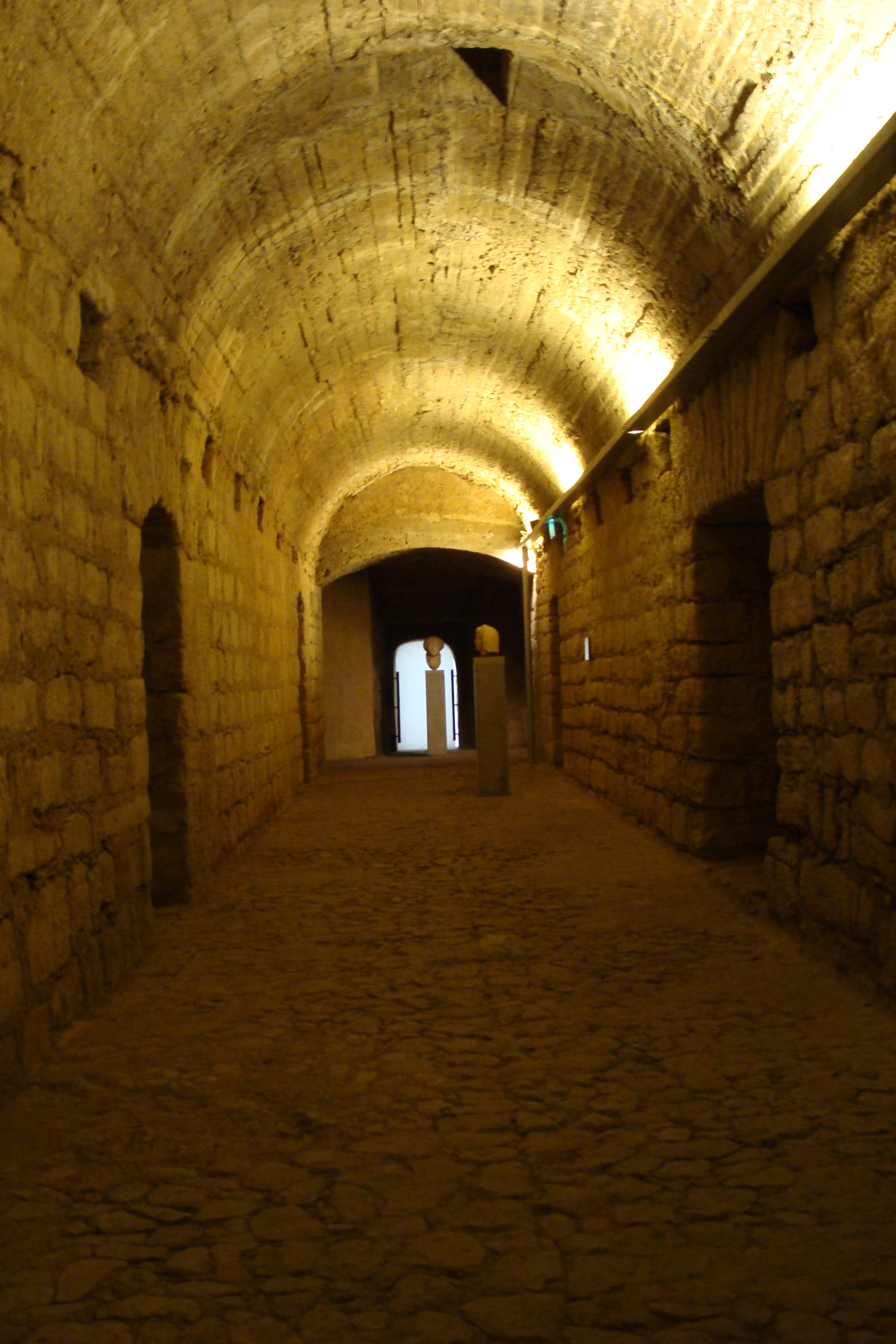
Criptopórtico romano
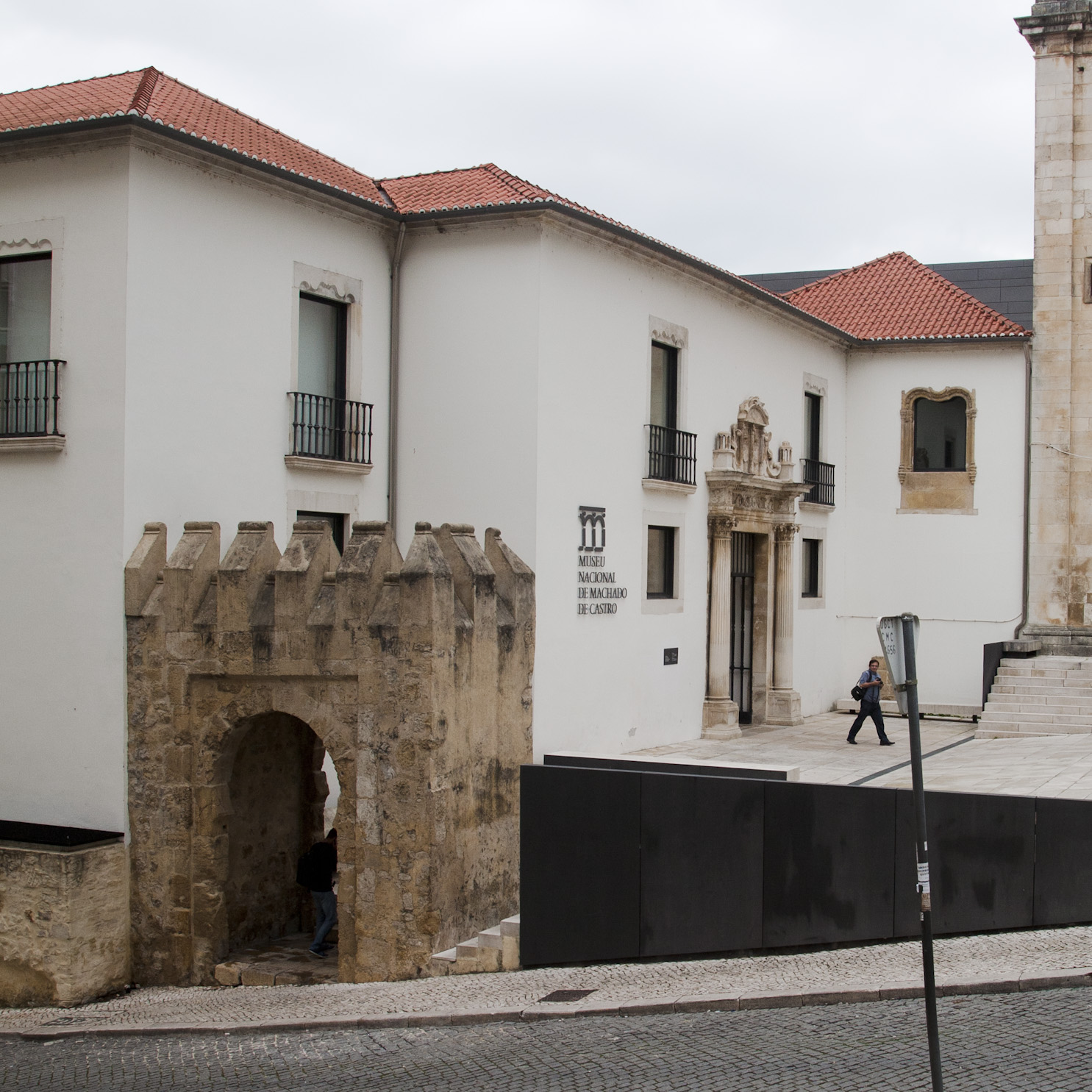
Porta da cerca medieval; entrada do museu
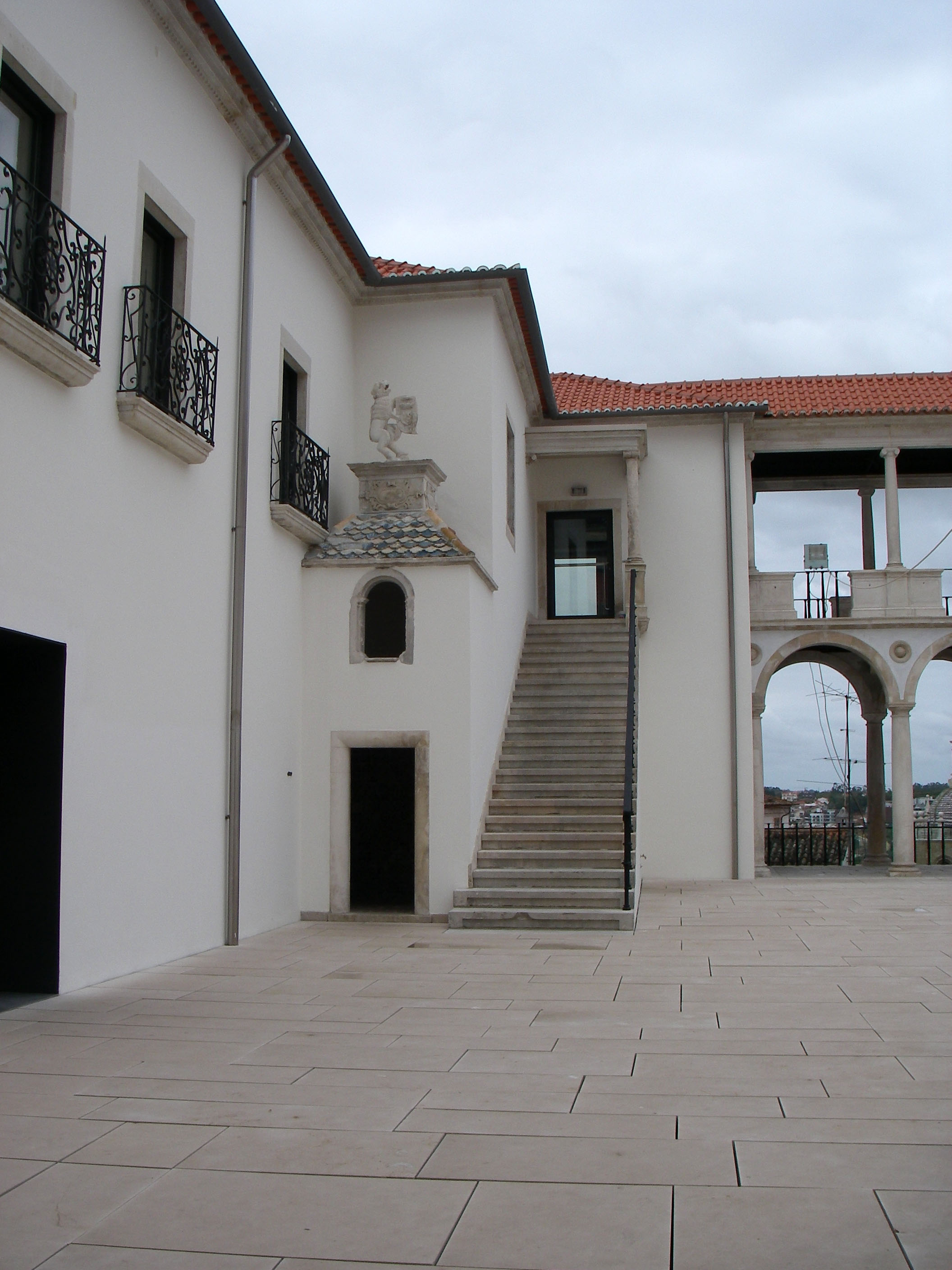
Antigo Paço Episcopal
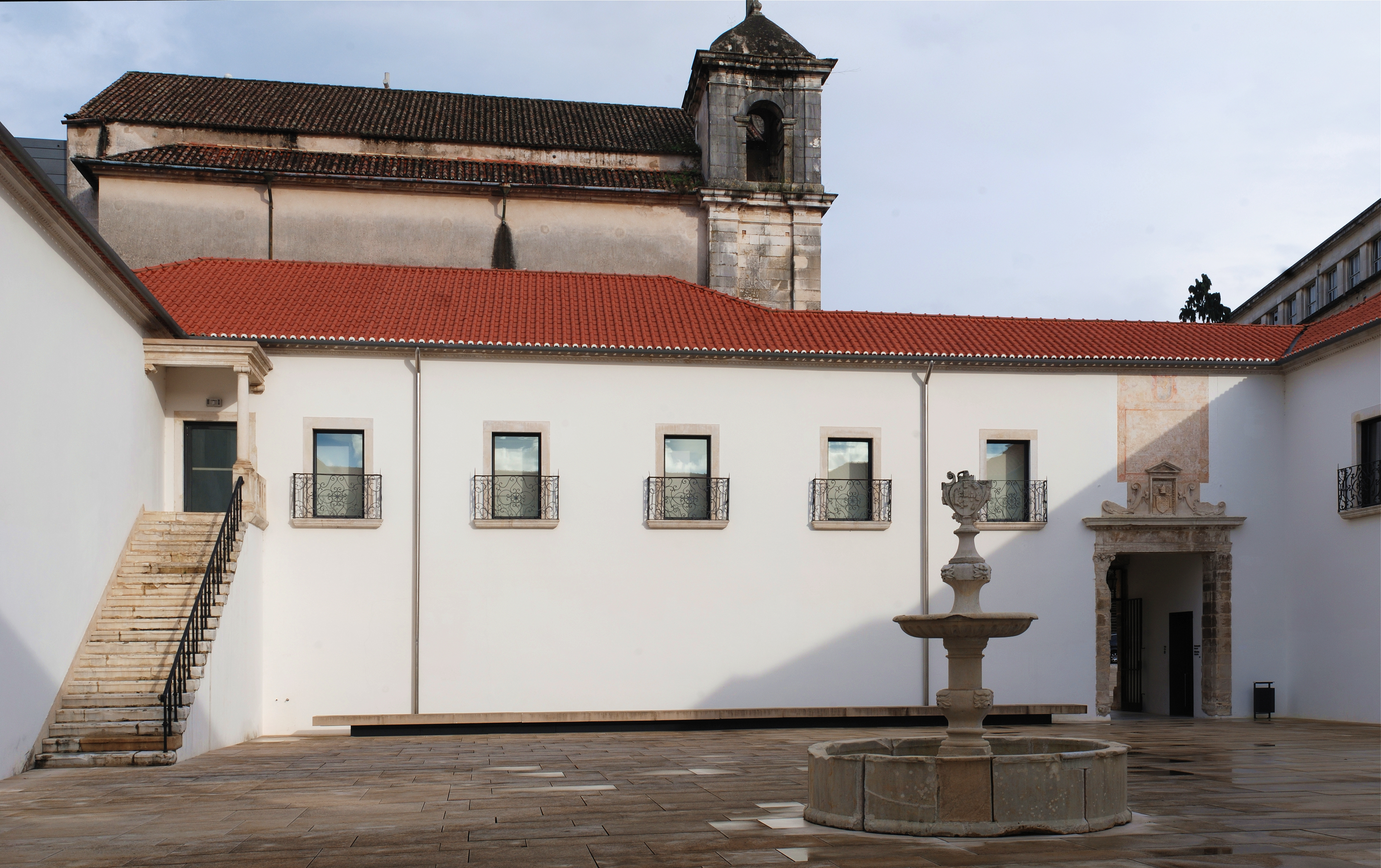
Antigo Paço Episcopal
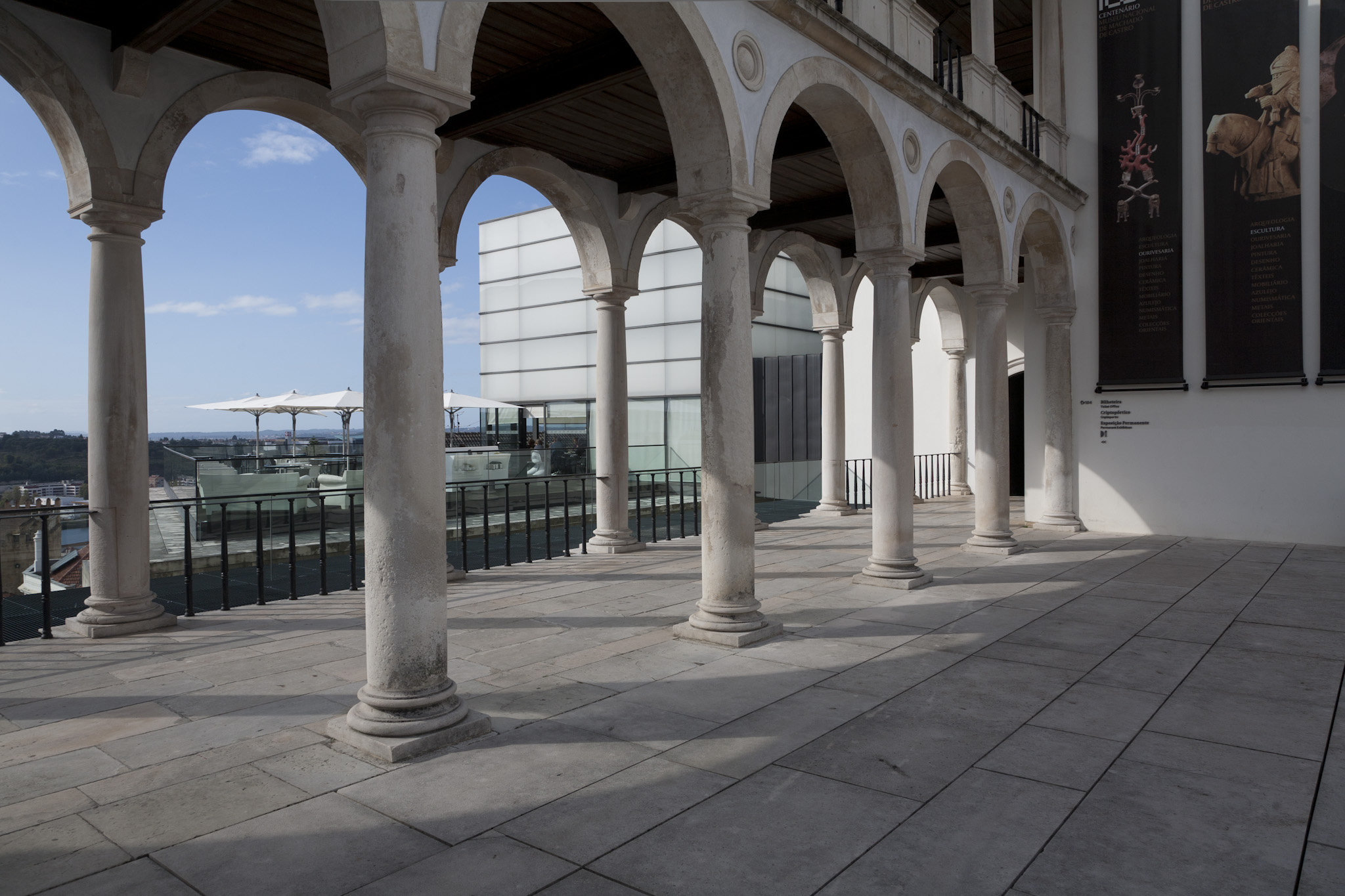
Acesso ao museu
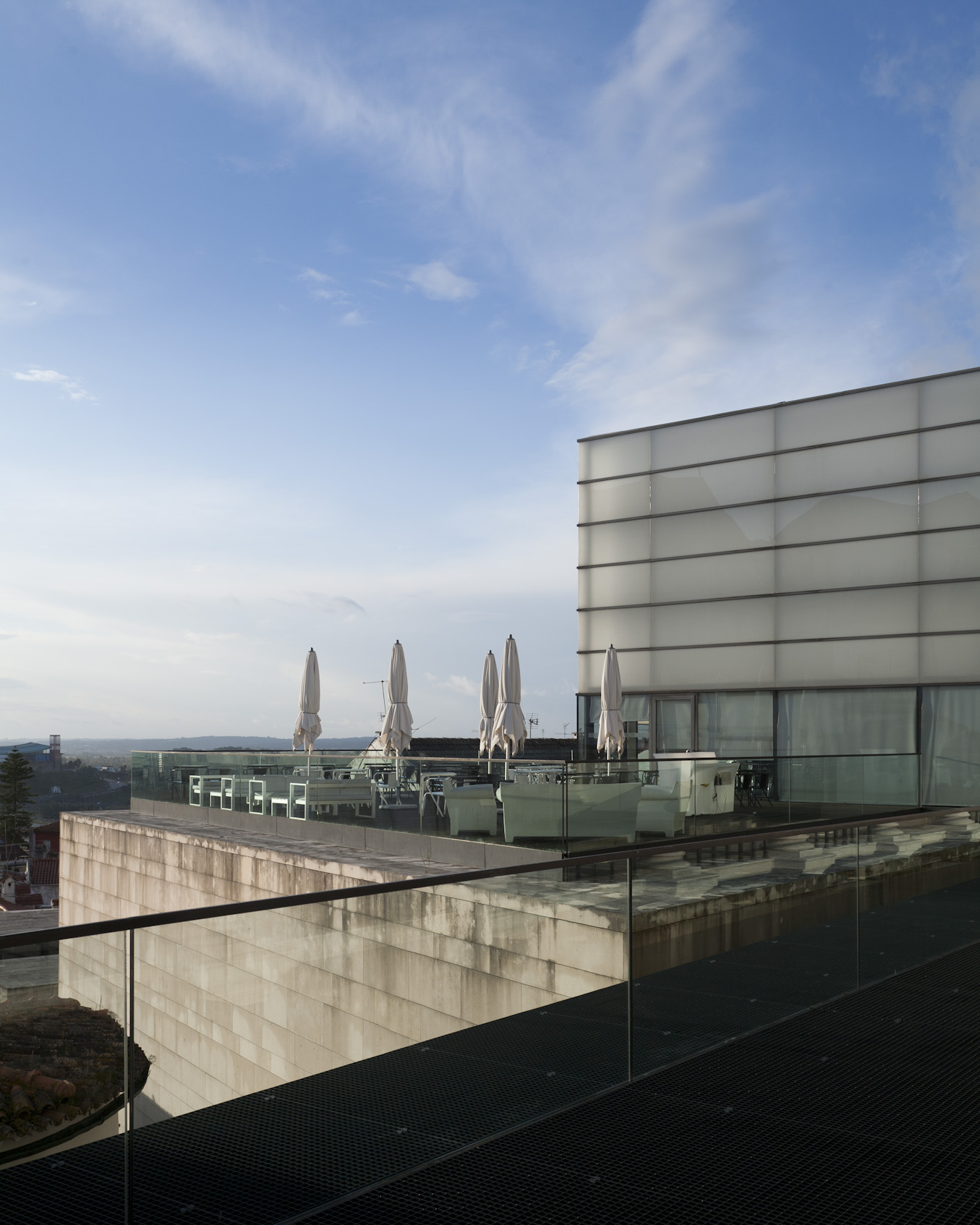
Novo edifício; restaurante e esplanada
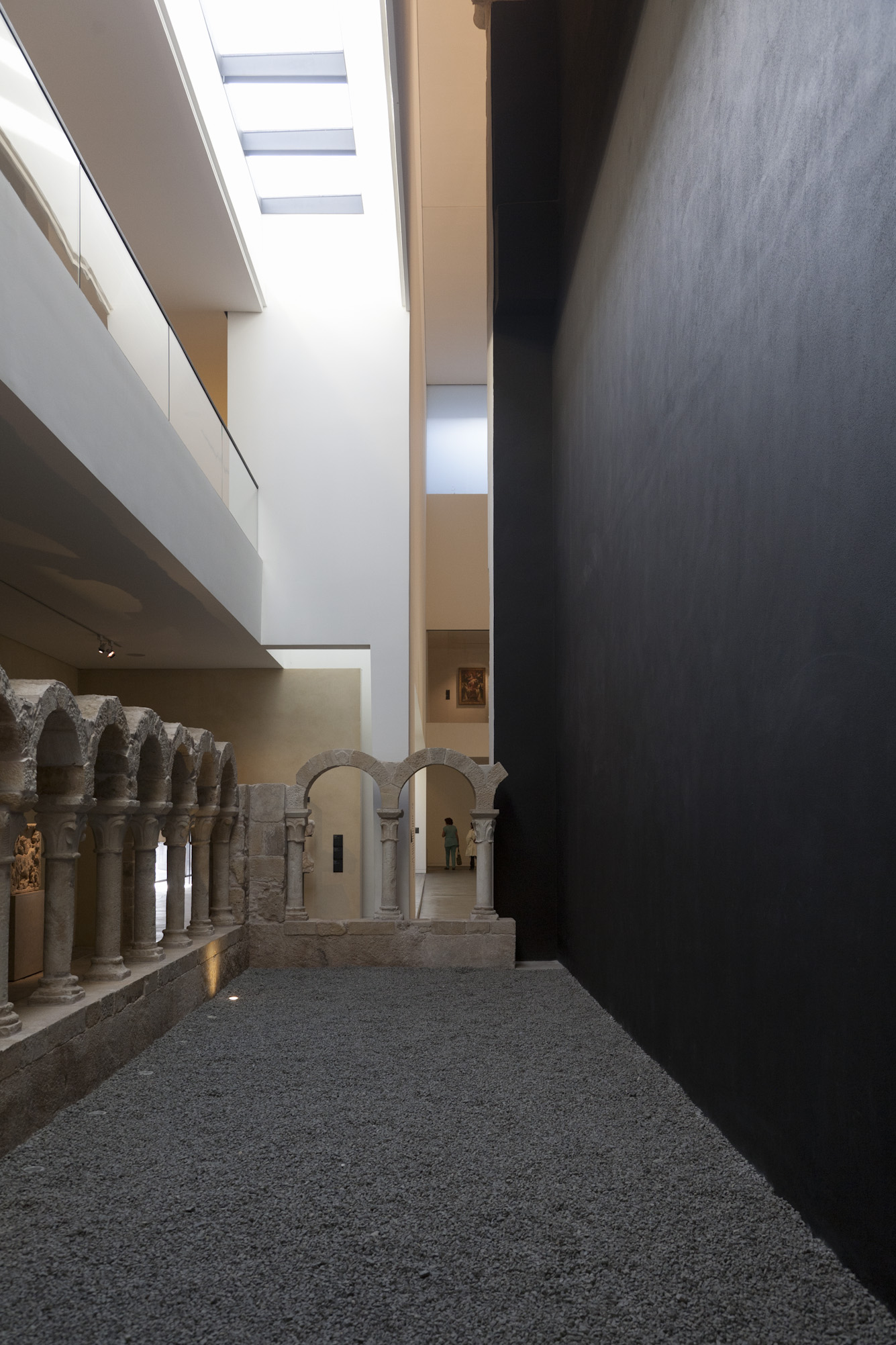
Interior do edifício novo; arcadas do claustro da igreja românica de S. João de Almedina
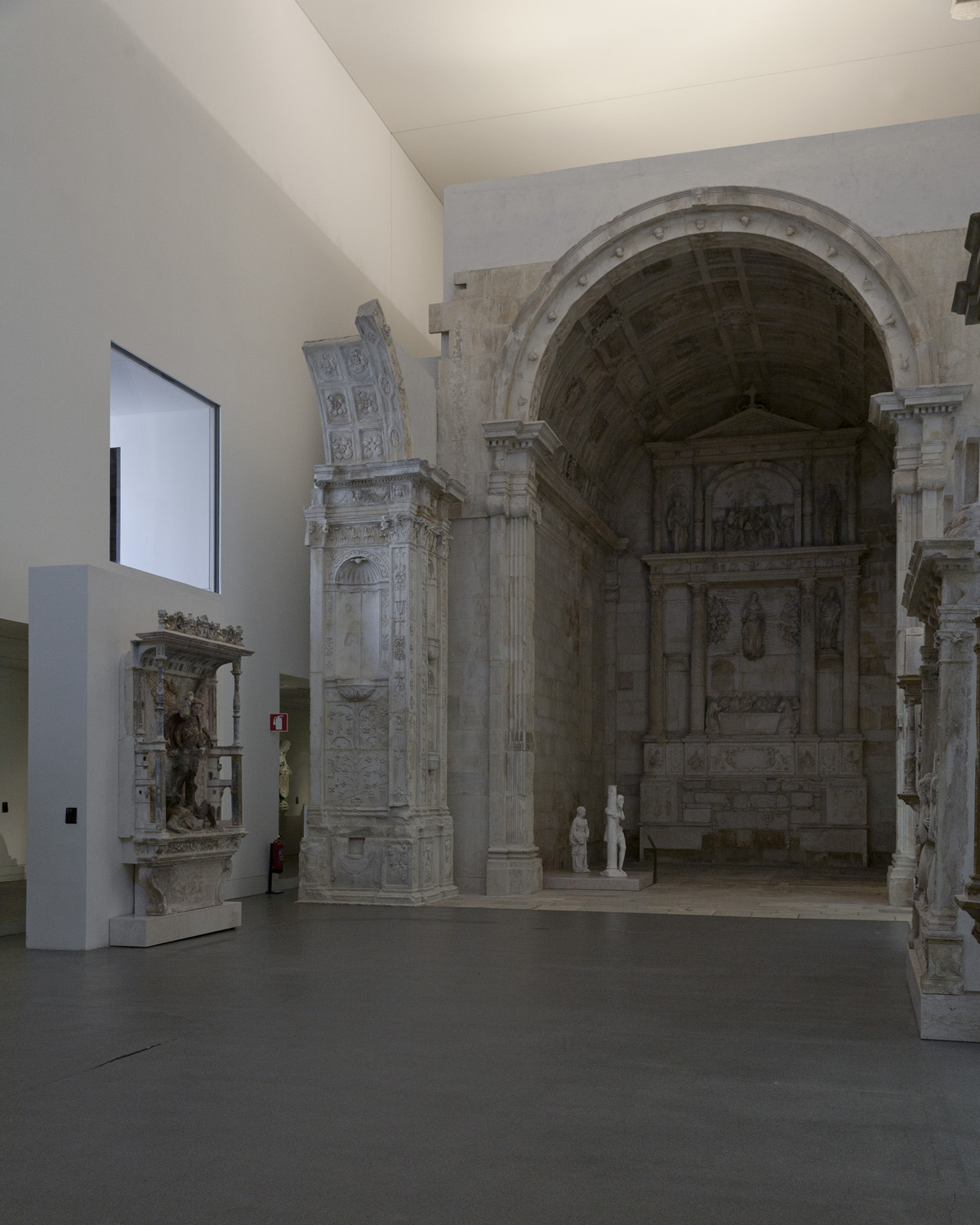
Piso 0 do edifício novo (escultura; Capela do Tesoureiro, séc. XVI)
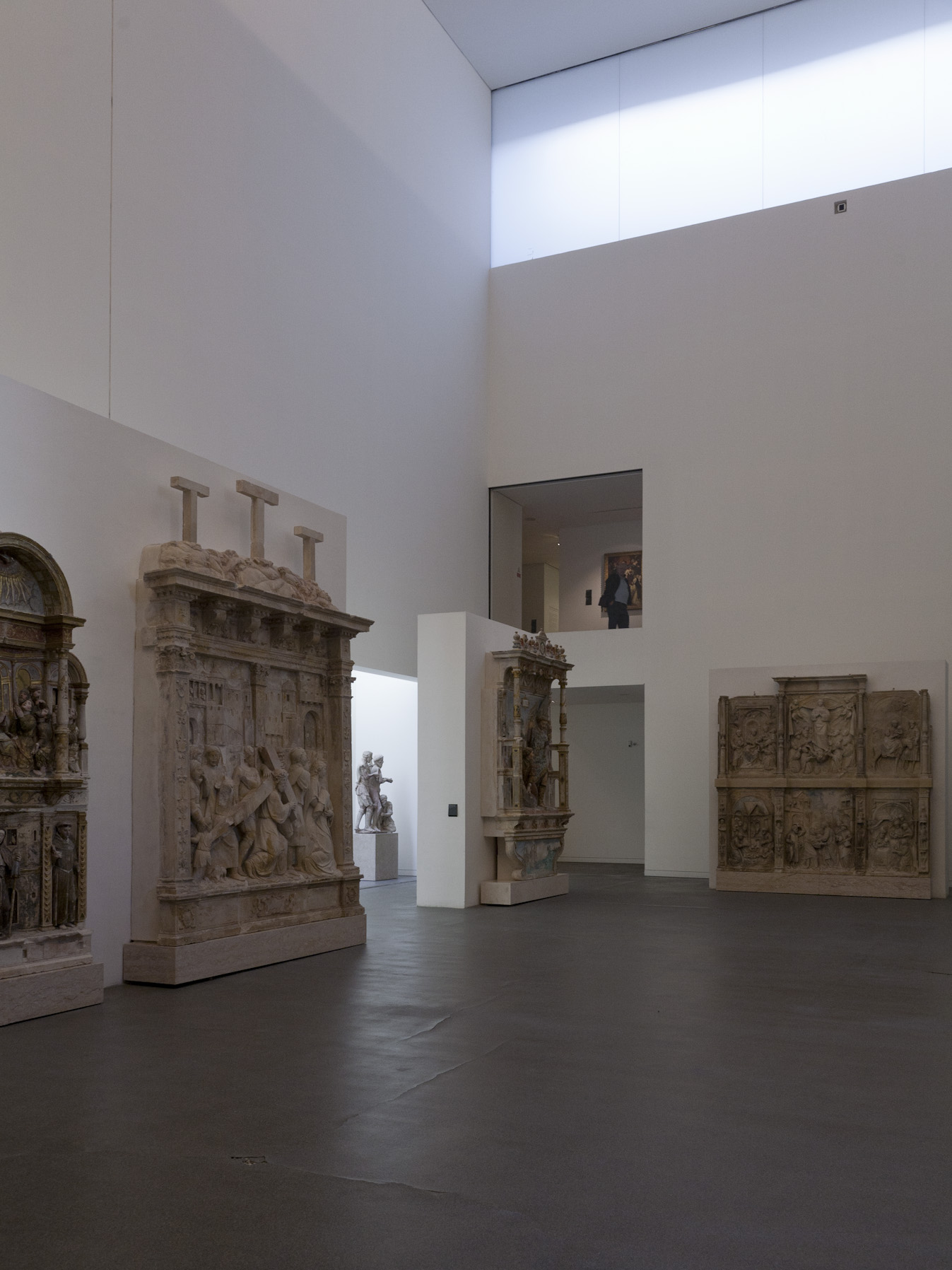
Piso 0 do edifício novo (escultura)

## Coleções
O acervo do museu procede maioritariamente da região de Coimbra, dos conventos, mosteiros e igrejas extintos politicamente em 1834, mas também dos colégios universitários e bispados, tendo sido enriquecido ao longo dos anos com algumas aquisições pontuais e doações diversas, totalizando vários milhares de peças de arqueologia, escultura, ourivesaria, joalharia, pintura, desenho, cerâmica, têxteis, mobiliário, etc.. As limitações do espaço de exposição não permitem a apresentação da totalidade do acervo, permanecendo muitas obras em depósito nas reservas do museu.

### Arqueologia
A coleção arqueológica do museu não é muito vasta, provindo na sua maioria de pontos importantes da época romana na parte alta da cidade de Coimbra: muralha e necrópole, centro forense, quarteirão habitacional localizado no topo da colina (atual pátio da Universidade) e outro a oeste do Forum, escavações do criptopórtico, etc. A coleção foi constituída a partir de 1873 e inclui objetos em pedra, bronze, ferro e cerâmica.

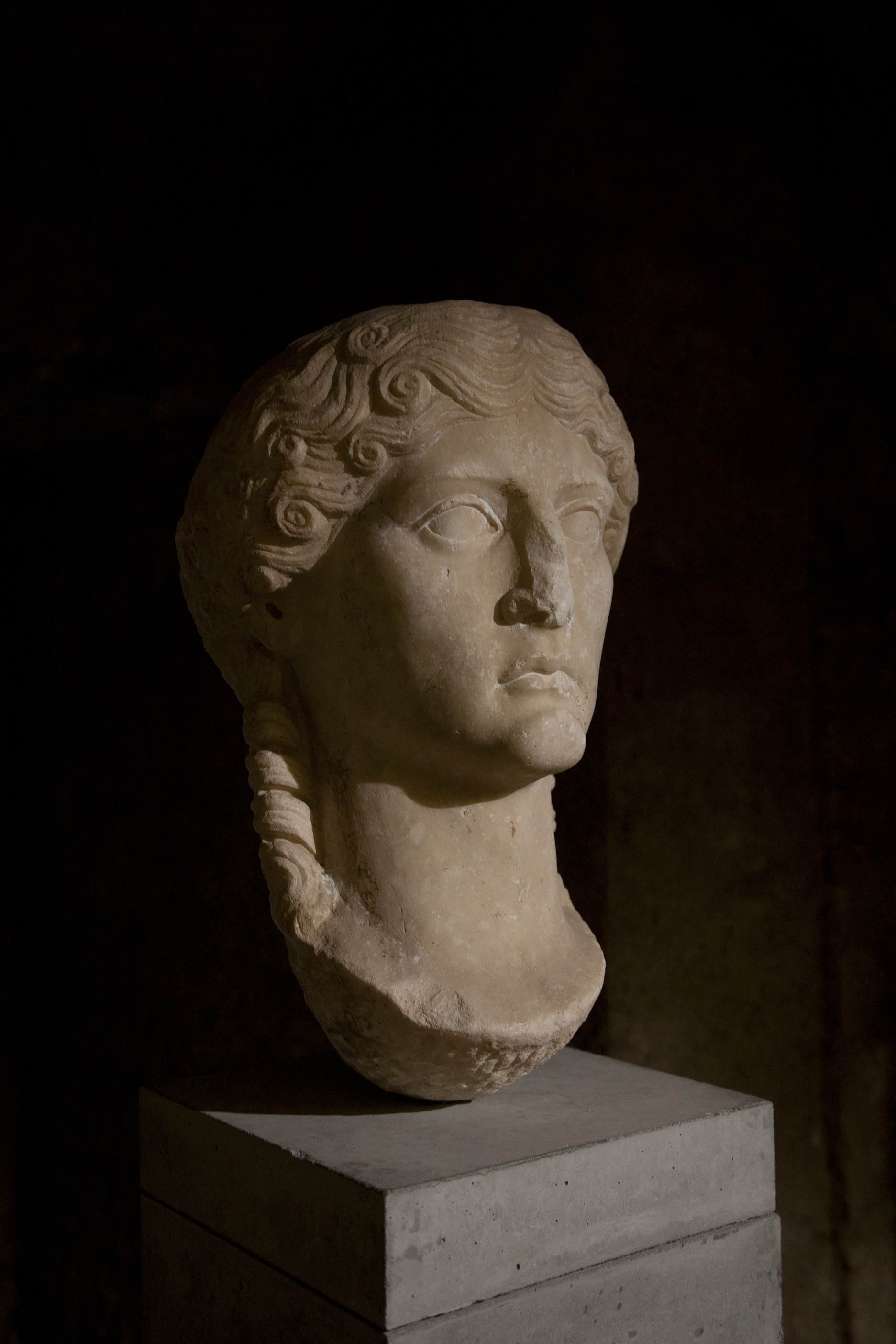
Retrato de Agripina-a-Antiga, séc. I, 54 x 34 x 34 cm
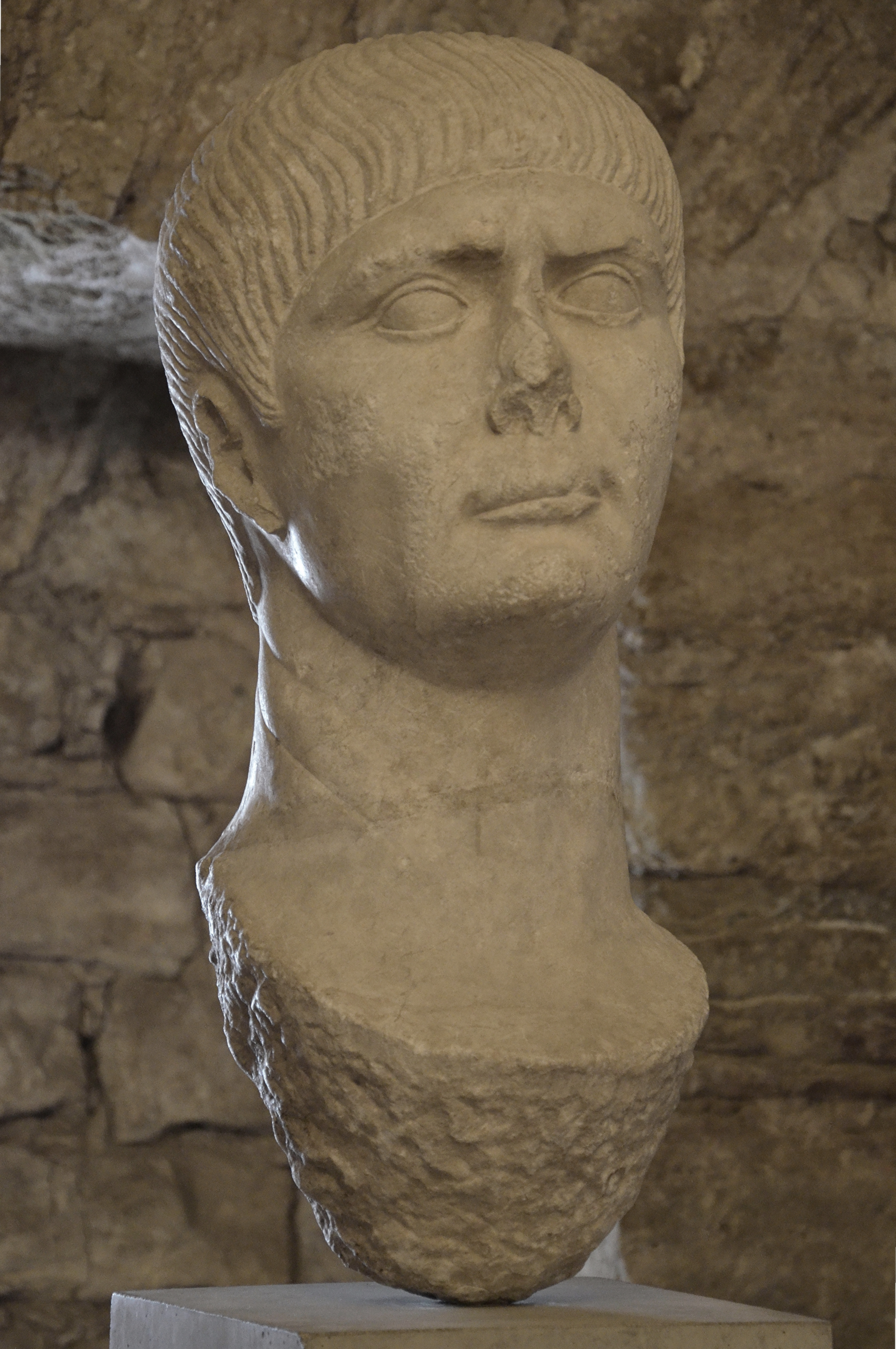
Retrato de Trajano, séc. I - séc. II, 70 x 32 x 34 cm
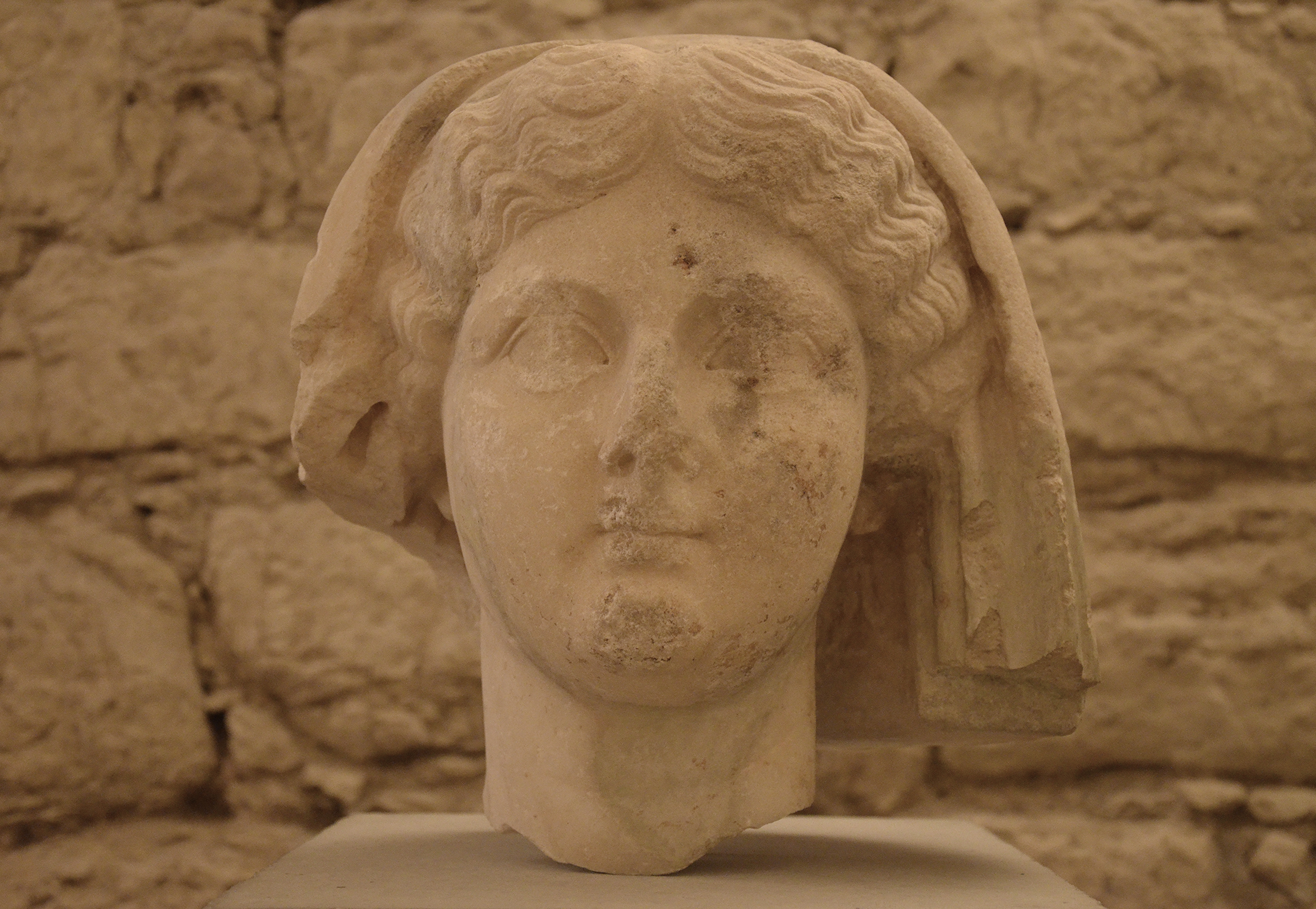
Retrato feminino, séc. I, 32 x 32 x 22 cm

### Escultura
A nível da escultura o Museu Nacional de Machado de Castro possui uma coleção de referência que abrange um longo período de tempo: do século XI ao século XVIII. "O núcleo português é o mais importante e vasto, integrando, além de escultura de pedra – em maior número –, muitas obras de terracota e madeira. Abarca vários séculos e tendências artísticas, testemunhando a existência de uma tradição escultórica que converteu a região num dos maiores centros de produção do país". Maioritariamente constituída por esculturas de temática religiosa, a coleção do MNMC inclui o núcleo mais representativo  da produção escultórica de Coimbra dos séculos XIV a XVI, frequentemente em pedra de Ançã, destacando-se algumas das obras primas da escultura portuguesa da época, entre as quais Cristo Morto no Túmulo (proveniente do Mosteiro de Santa Clara-a-Velha) e o Cristo Negro (proveniente do Mosteiro de Santa Cruz), ambas de autor desconhecido.

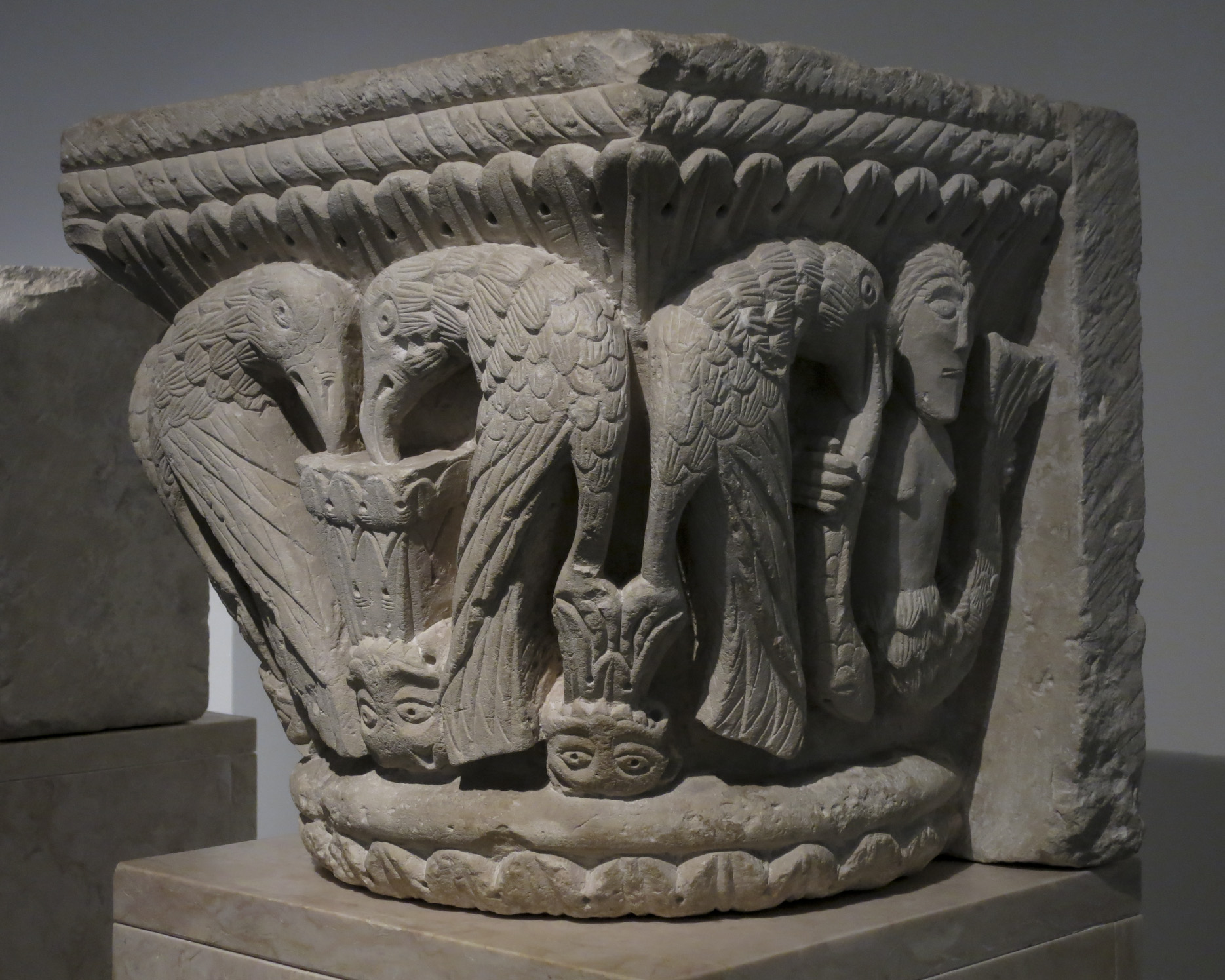
Capitel Sereia-peixe, século XII
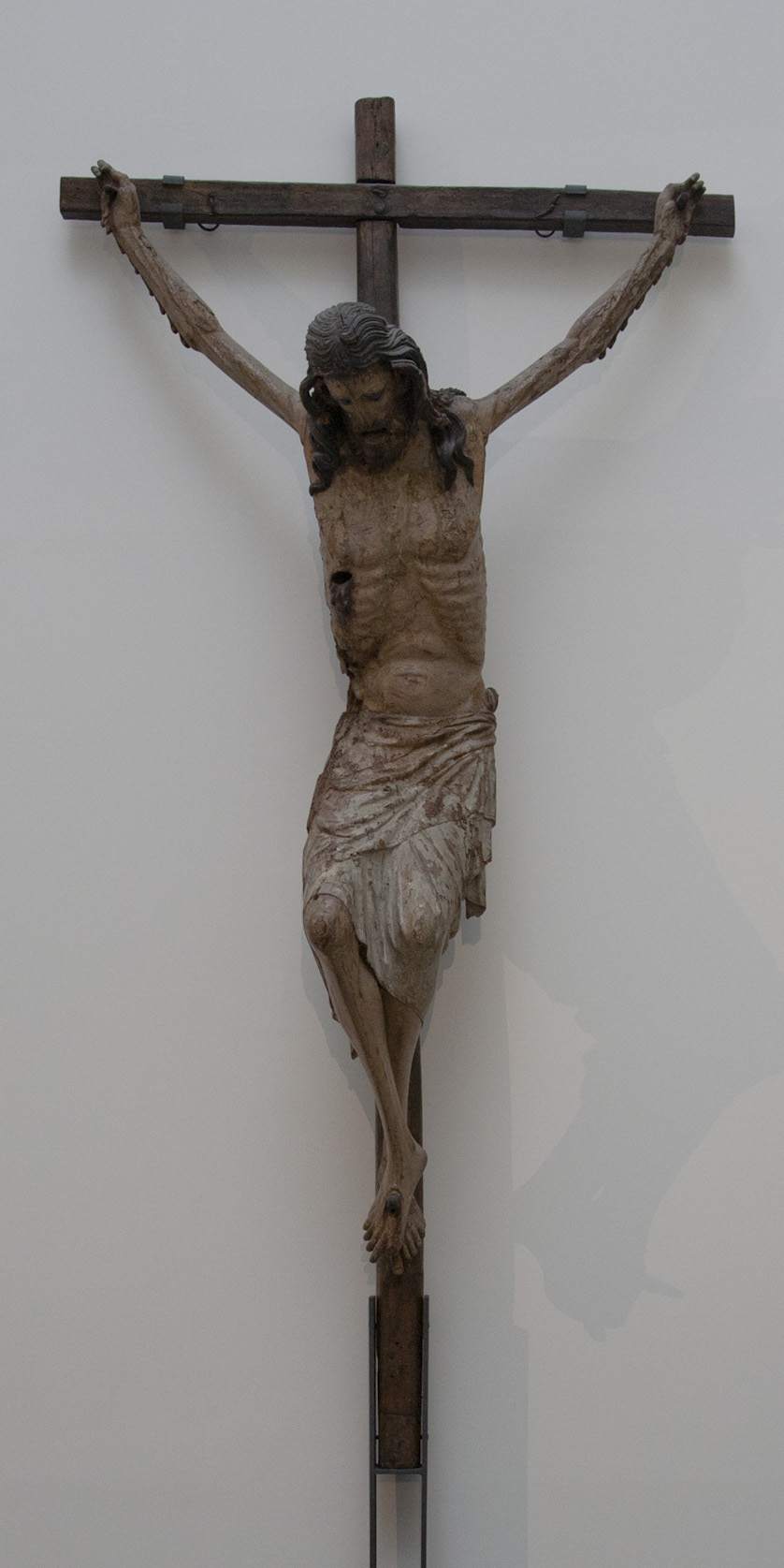
Autor desconhecido, Cristo Negro, séc. XIV, madeira, 284,5 x 140 x 61 cm
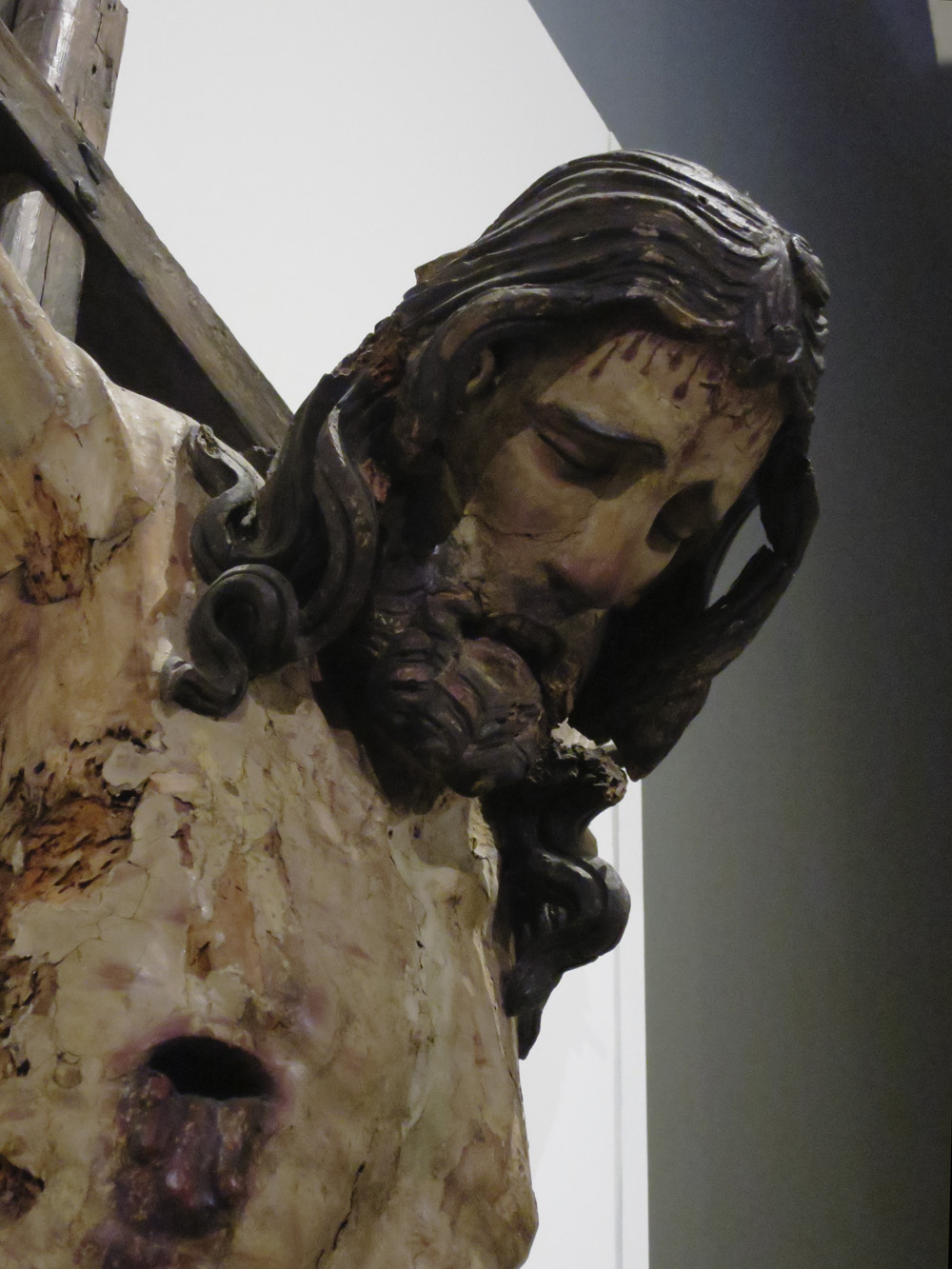
Autor desconhecido, Cristo Negro, séc. XIV (pormenor)
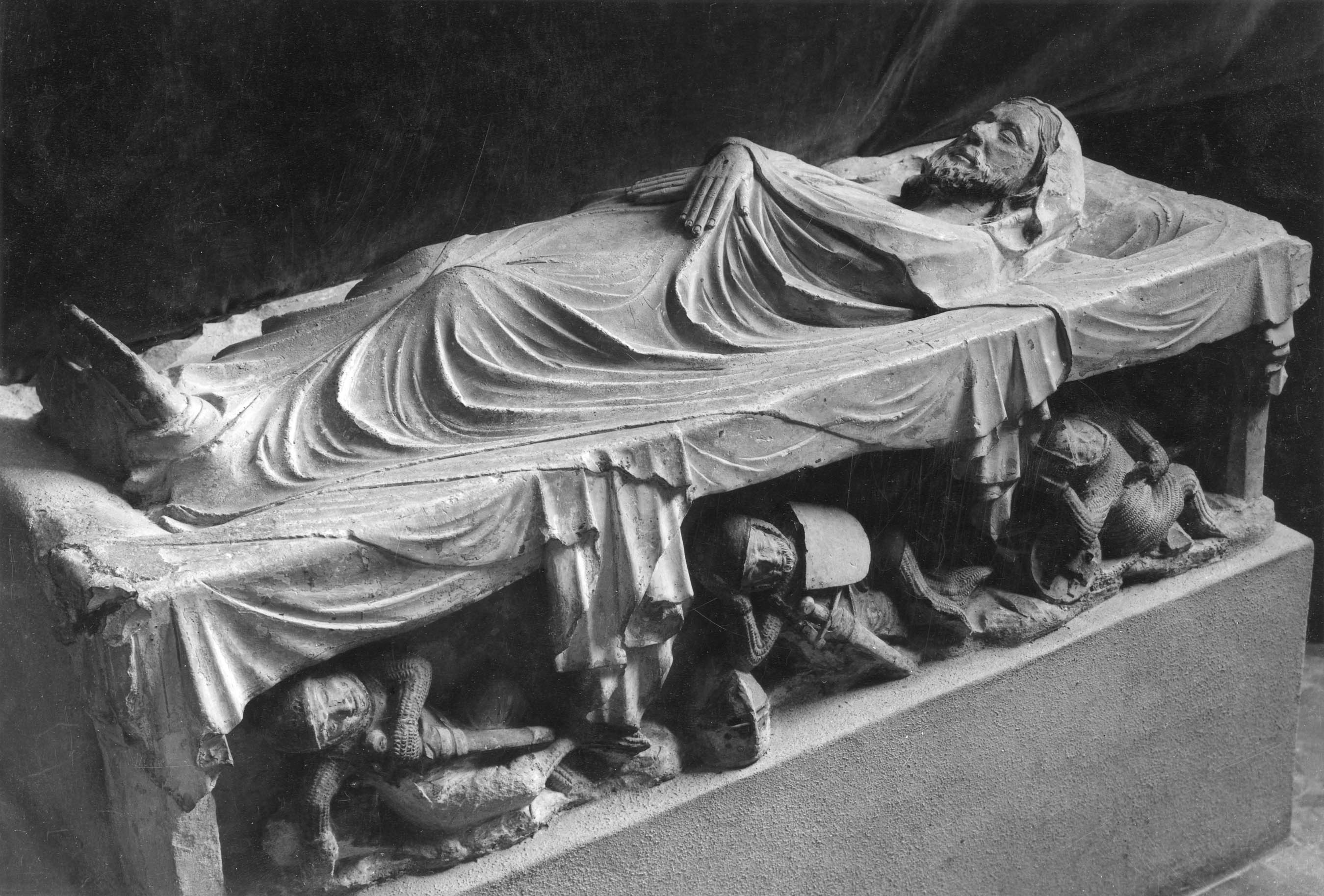
Autor desconhecido, Cristo Morto no Túmulo, séc. XIV-XV, pedra, 64 x 151 x 65 cm
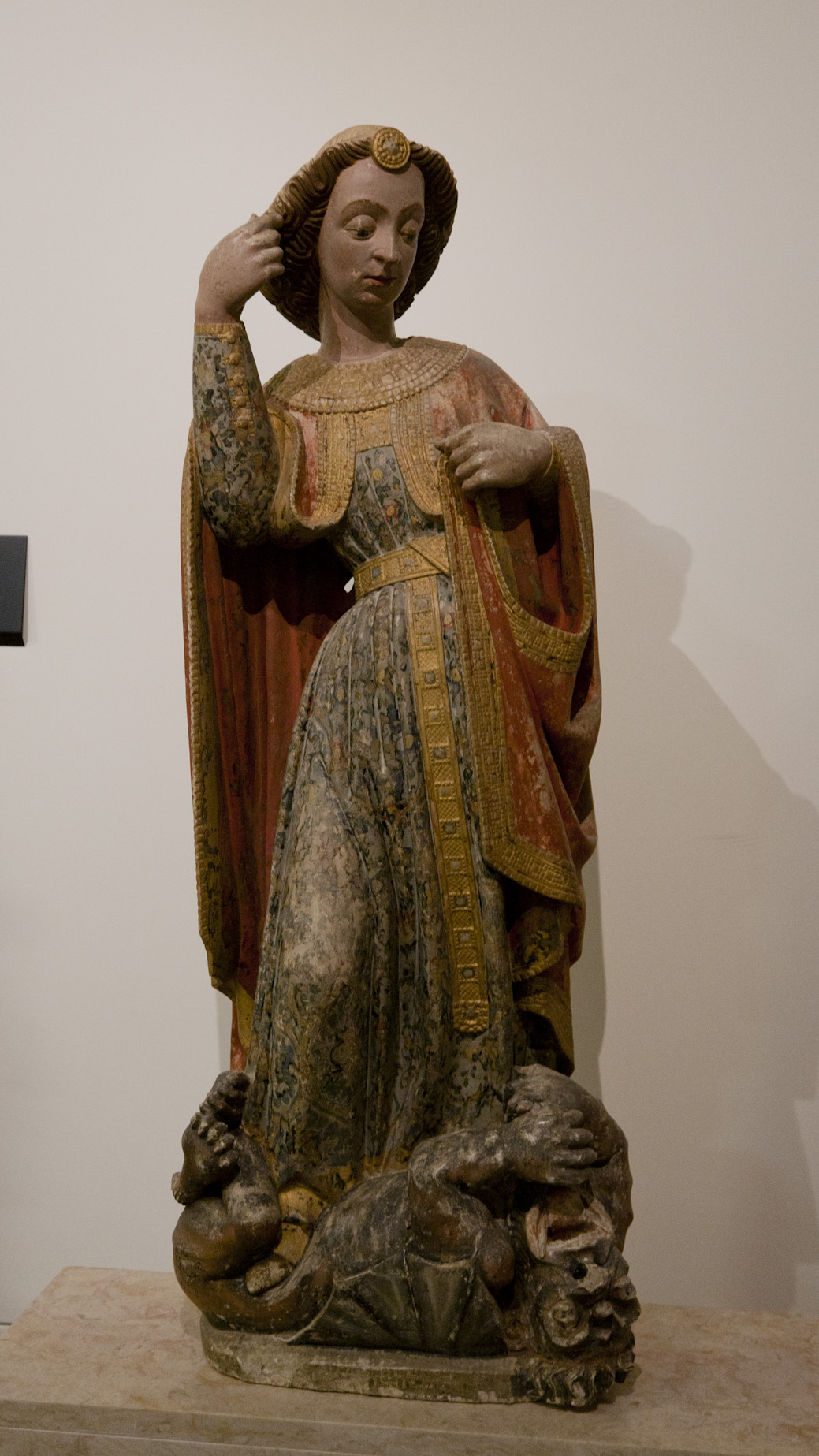
Gil Eanes, S. Miguel, c. 1430–1440

Entre os autores representados assinalem-se: Mestre Pero (o escultor do túmulo da Rainha Sta. Isabel, Convento de Santa Clara-a-Nova); Gil Eanes; João Afonso; Diogo Pires-o-Velho; Diogo Pires-o-Moço; João de Ruão; Nicolau de Chanterene / Mestre dos Túmulos Reais ("persiste alguma confusão entre a obra de Chanterenne e a do hipotético Mestre dos Túmulos Reais"); Hodart (Última Ceia, em terracota). A coleção inclui também alguns exemplares de escultura flamenga importada (como o Retábulo da natividade, séc. XVI) e de mestres radicados em Coimbra como Olivier de Gand. A produção do século XVII é representada por obras em madeira, incluindo o Retábulo de Nossa Senhora da Conceição, obra do escultor portuense Manuel da Rocha e um grupo de esculturas de Frei Cipriano da Cruz (destaque-se a sua Pietá, 1685–1690), entre outras obras de artistas ainda não identificados. A escultura do século XVIII está representada por esculturas em pedra que Claude Laprade realizou para a Universidade de Coimbra, figuras de presépio em terracota e esculturas em madeira atribuíveis à escola de Machado de Castro.

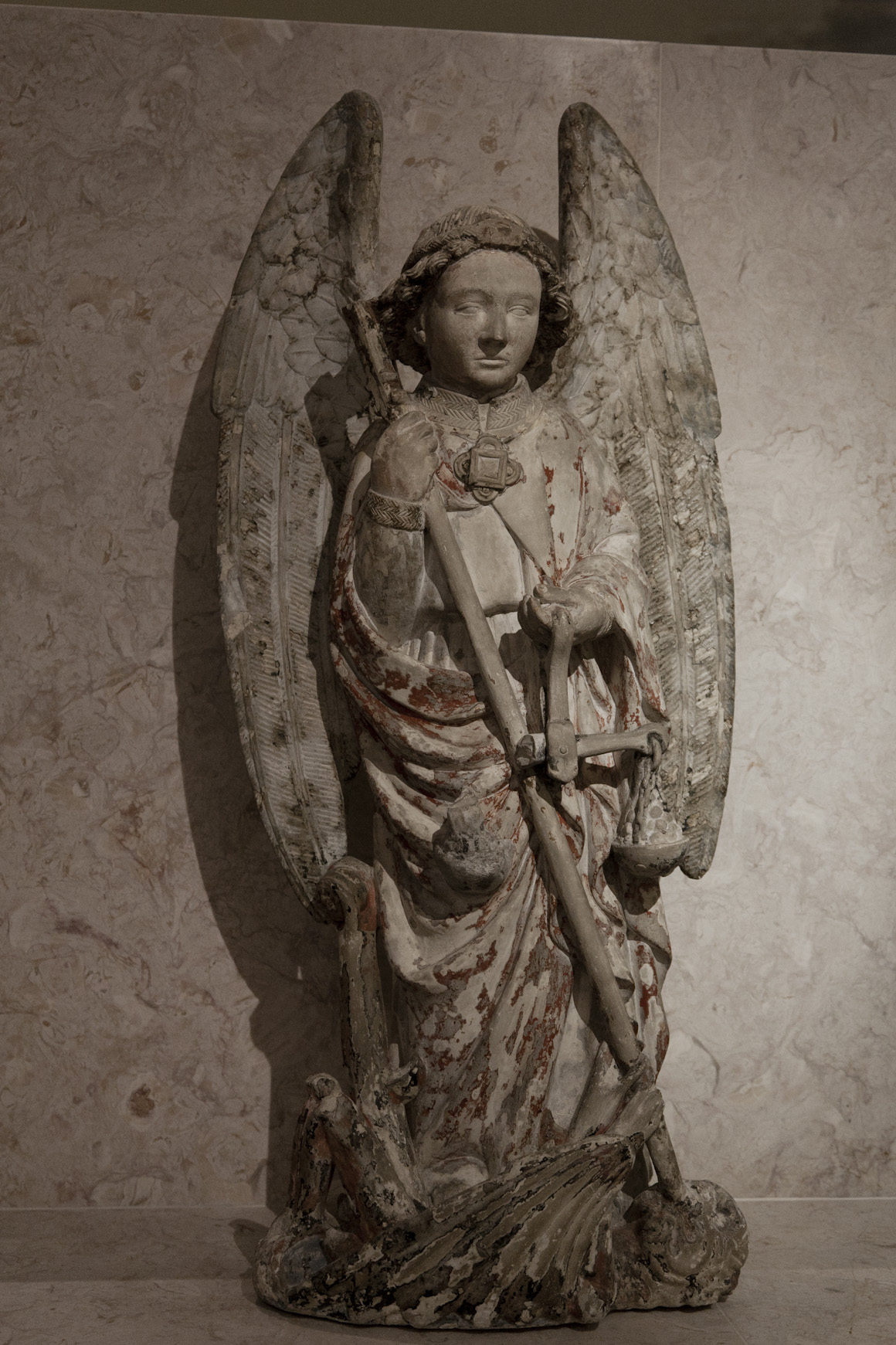
João Afonso, São Miguel, c. 1440–1450
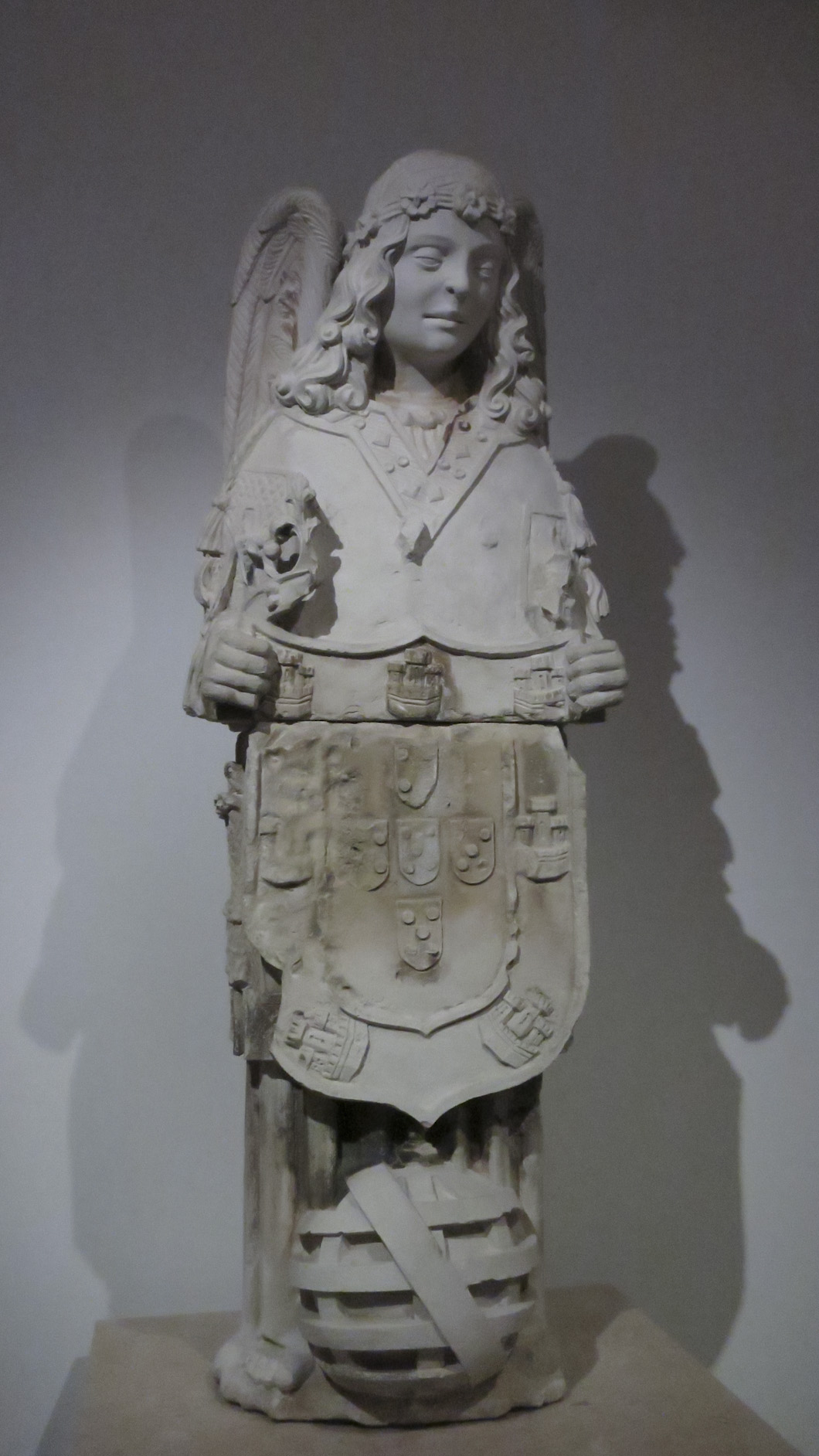
Diogo Pires-o-Moço, Anjo Heráldico, c. 1518
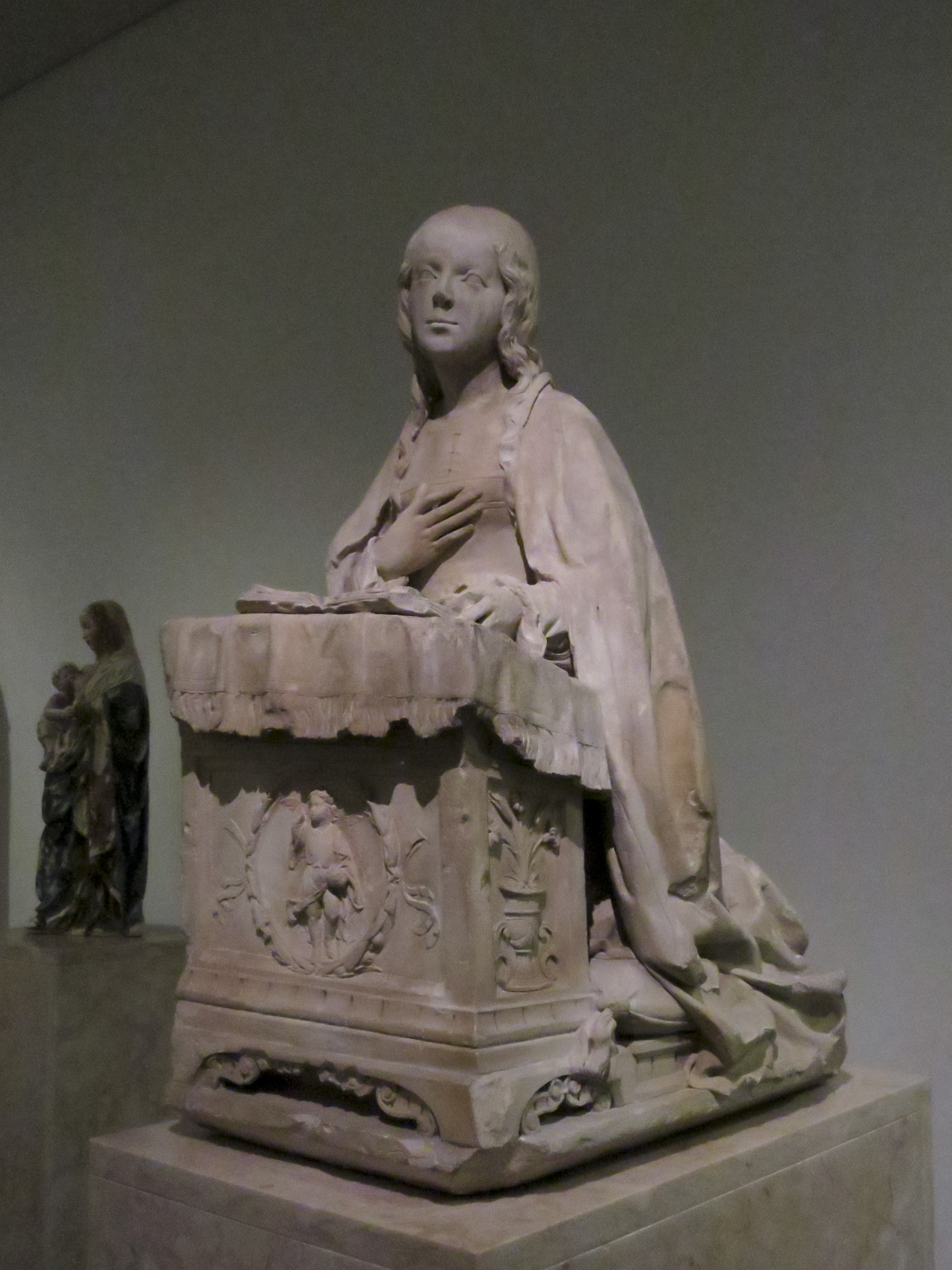
Mestre dos Túmulos Reais, Virgem da Anunciação, 1525–1530
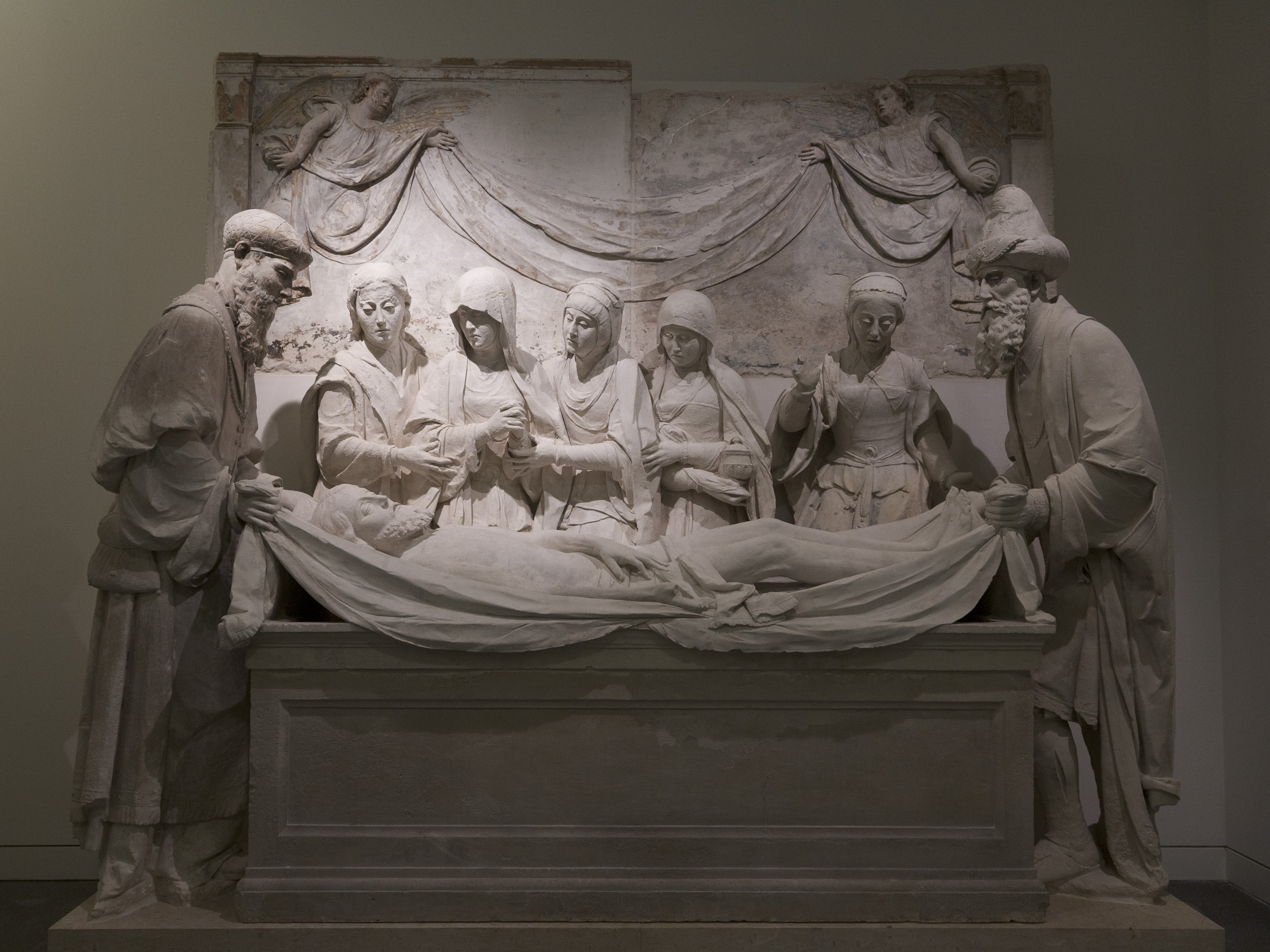
João de Ruão, Deposição de Cristo no túmulo, 1535–1540, 222 x 225 cm
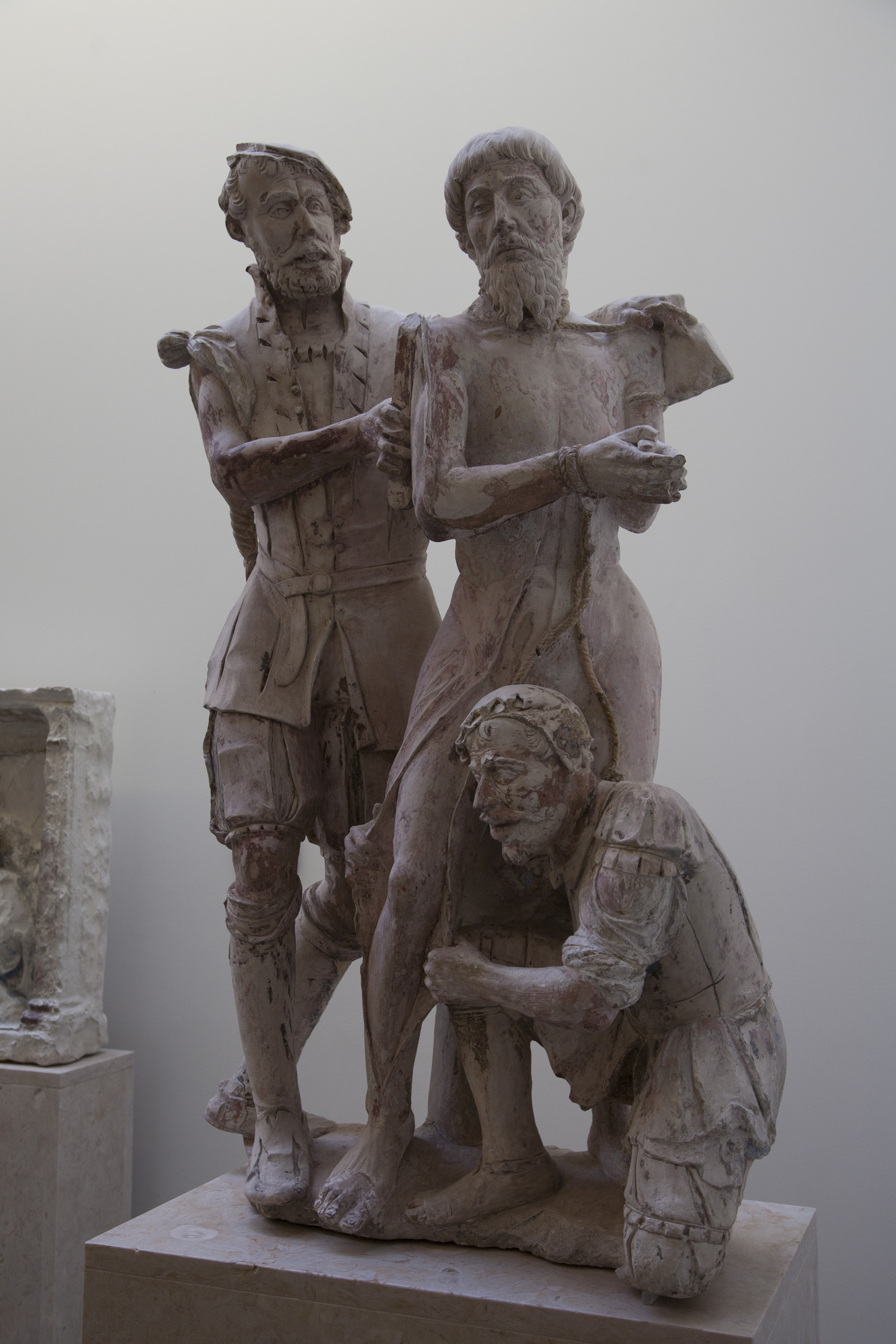
João de Ruão, Martírio de S. Bartolomeu, séc. XVI
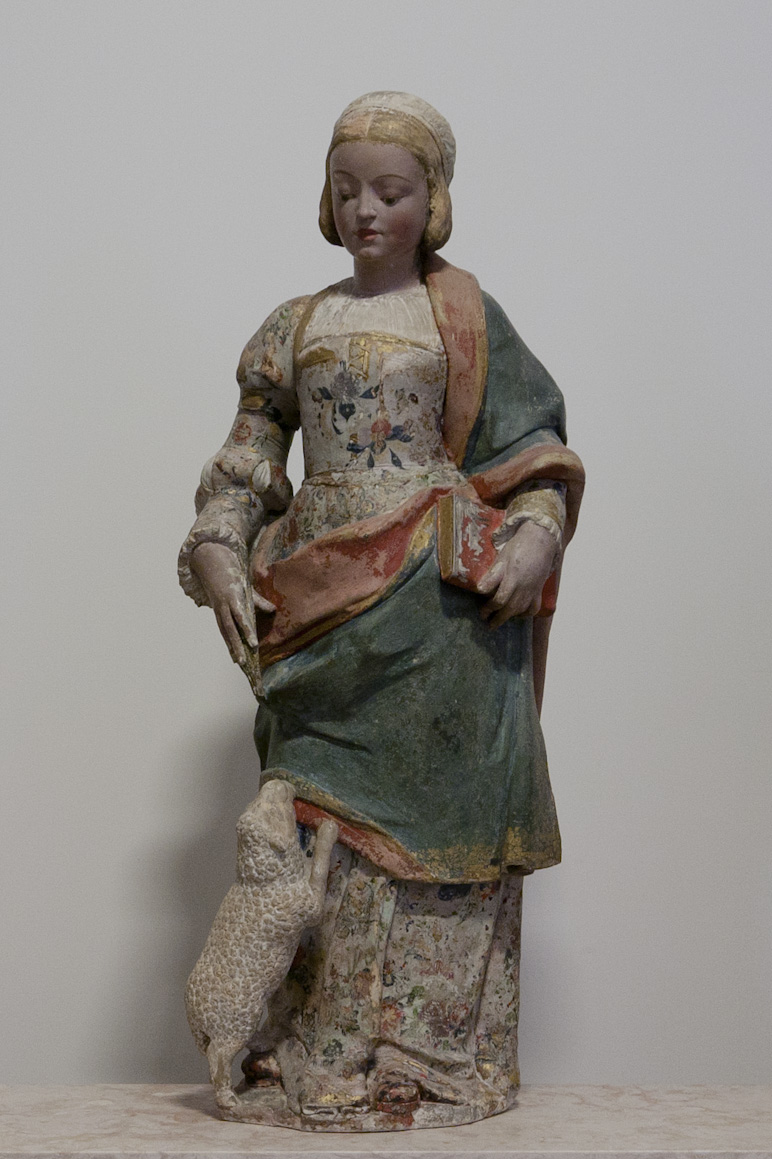
João de Ruão, Santa Inês, c. 1536, 110 x 46 x 25 cm
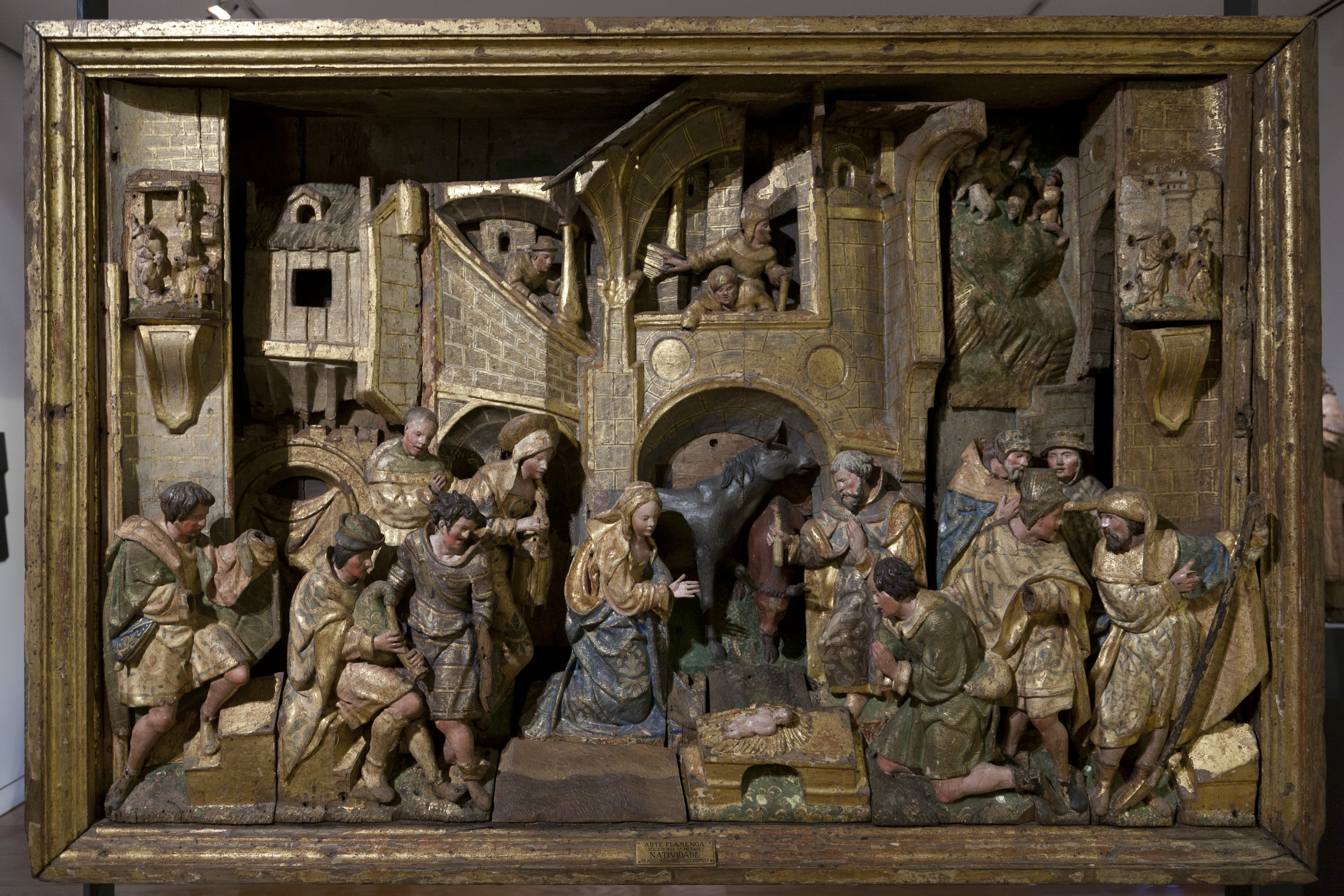
Retábulo da Natividade, Antuérpia, c. 1530, madeira policromada, 106,5 x 162 x 29,5 cm
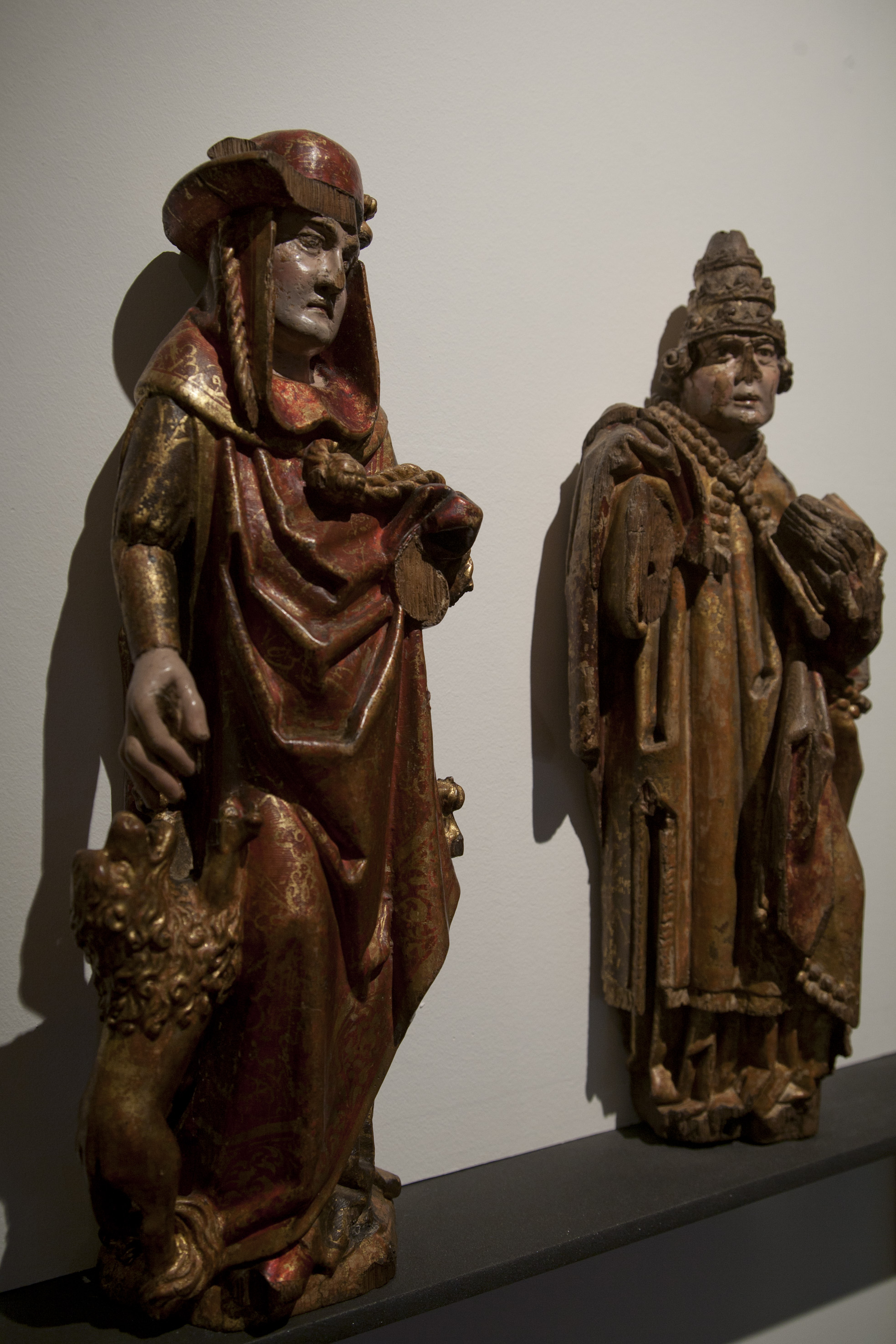
Olivier de Gand, S. Jerónimo e S. Gregório Papa, séc. XVI
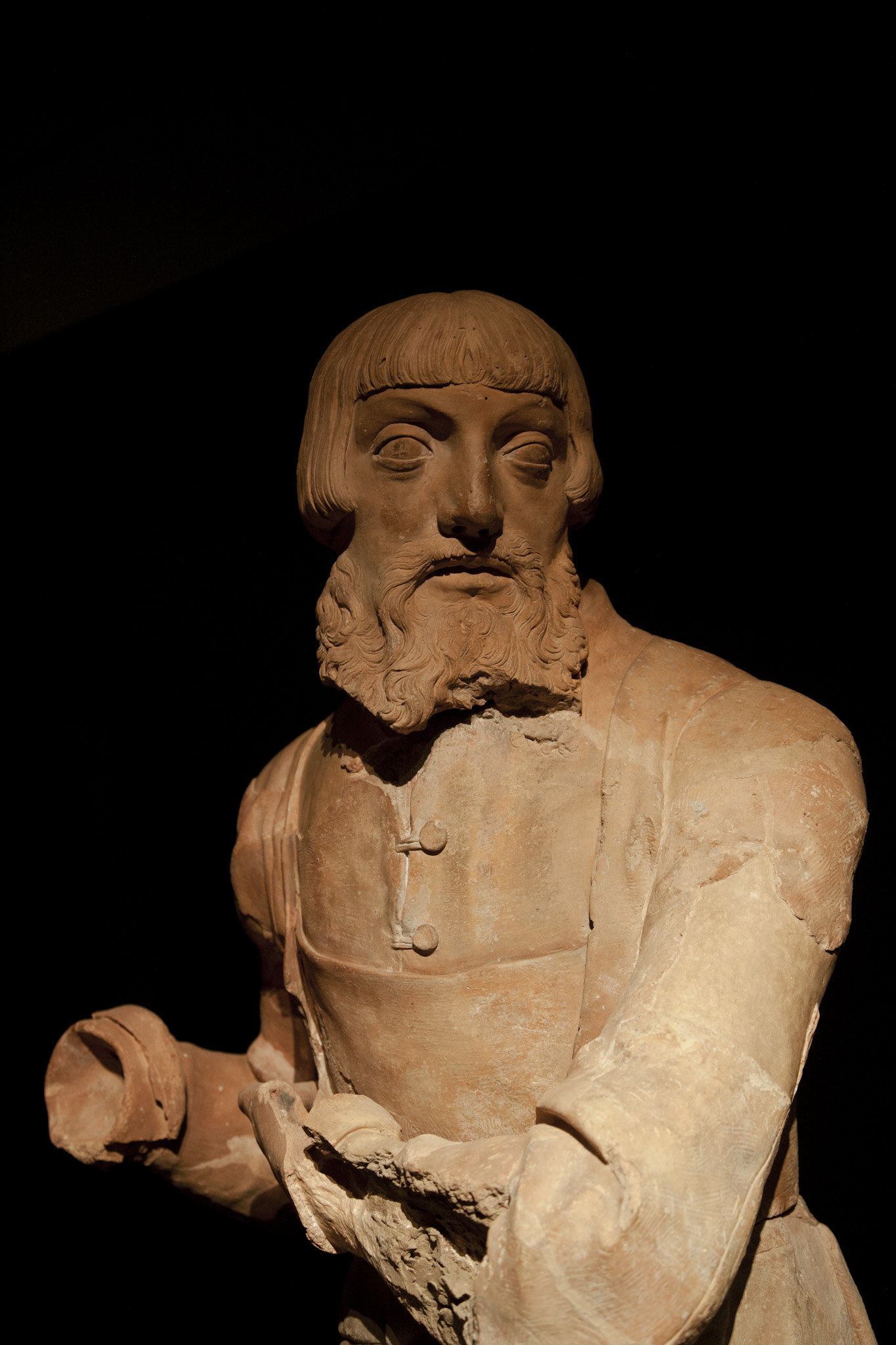
Hodart, Última Ceia, c. 1530–34
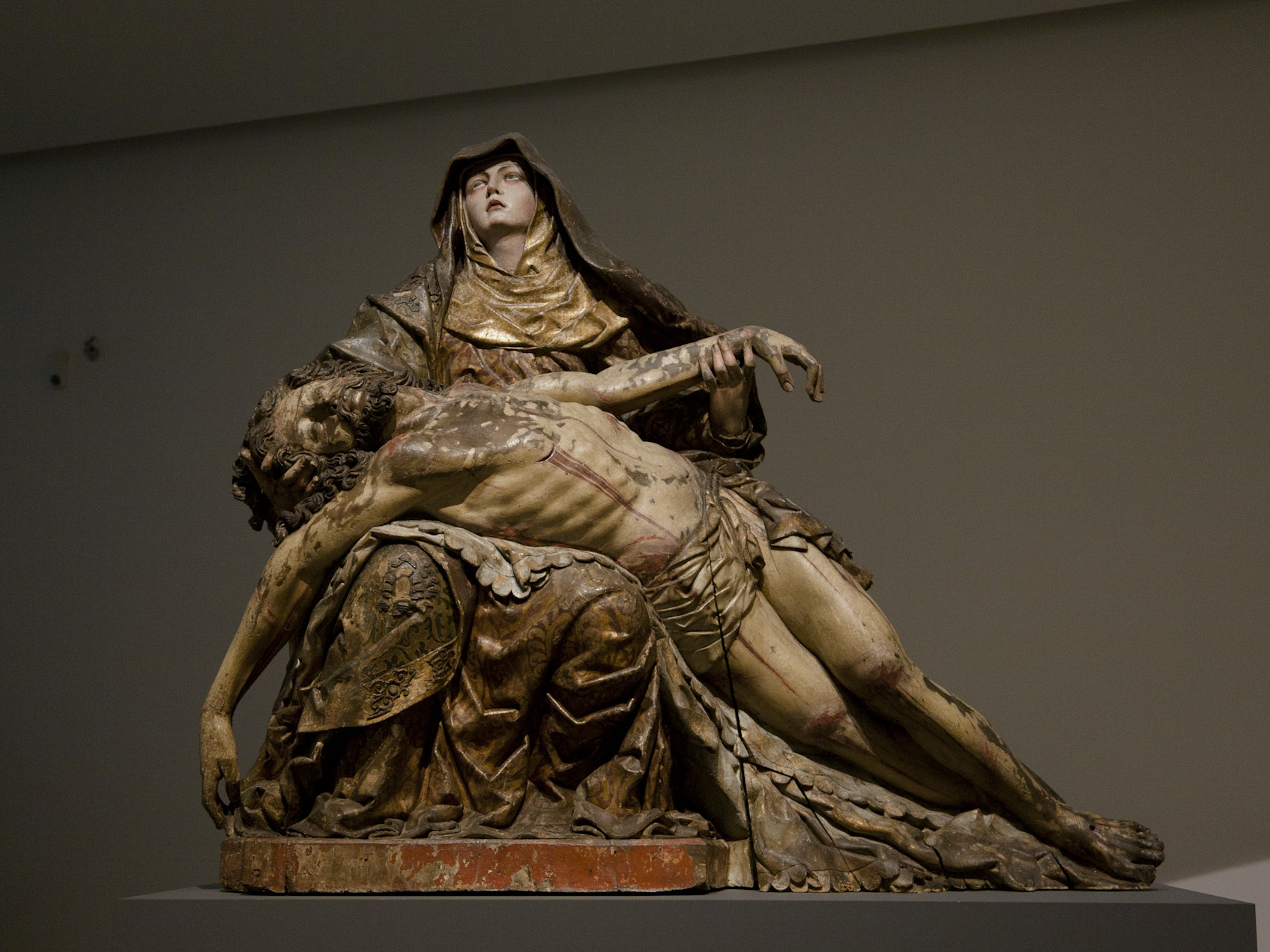
Frei Cipriano da Cruz, Pietá, 1685–1690

### Pintura
Coleção maioritariamente de pintura portuguesa entre o século XV e o século XX, incluindo  também um interessante núcleo de pinturas flamengas do século XVI onde se destaca o Tríptico da Paixão de Cristo, c. 1514–17, de Quentin Metsys.
As pinturas portuguesas abarcam um importante arco cronológico. Do século XV datam a Senhora da Rosa, de autor anónimo, e o políptico de Santa Clara, obra de uma oficina de mestre identicamente anónimo que laborou para Coimbra e Aveiro. A produção da primeira metade do século XVI é representada por obras dos chamados Mestres de Ferreirim, nomeadamente pinturas do retábulo da capela-mor do Mosteiro de Santa Cruz de Coimbra de Cristóvão de Figueiredo e o Tríptico da aparição de Cristo à Virgem, de Garcia Fernandes; entre outras peças, pinturas como Assunção da Virgem, da oficina dos Mestres do Sardoal (atualmente identificada com a oficina, sediada em Coimbra, de Vicente Gil, continuada pelo seu filho Manuel Vicente e pelo neto Bernardo Manuel). A segunda metade do século XVI é representada, entre outras, por obras maneiristas realizadas para Conventos e Igrejas de Coimbra pela dupla Simão Rodrigues e Domingos Vieira Serrão. A pintura do século XVII encontra-se representada por importantes pinturas de Josefa de Óbidos, Bento Coelho da Silveira e Manuel Henriques. A colecção de pintura do século XVIII inclui obras de relevo de André Gonçalves e Pedro Alexandrino de Carvalho.

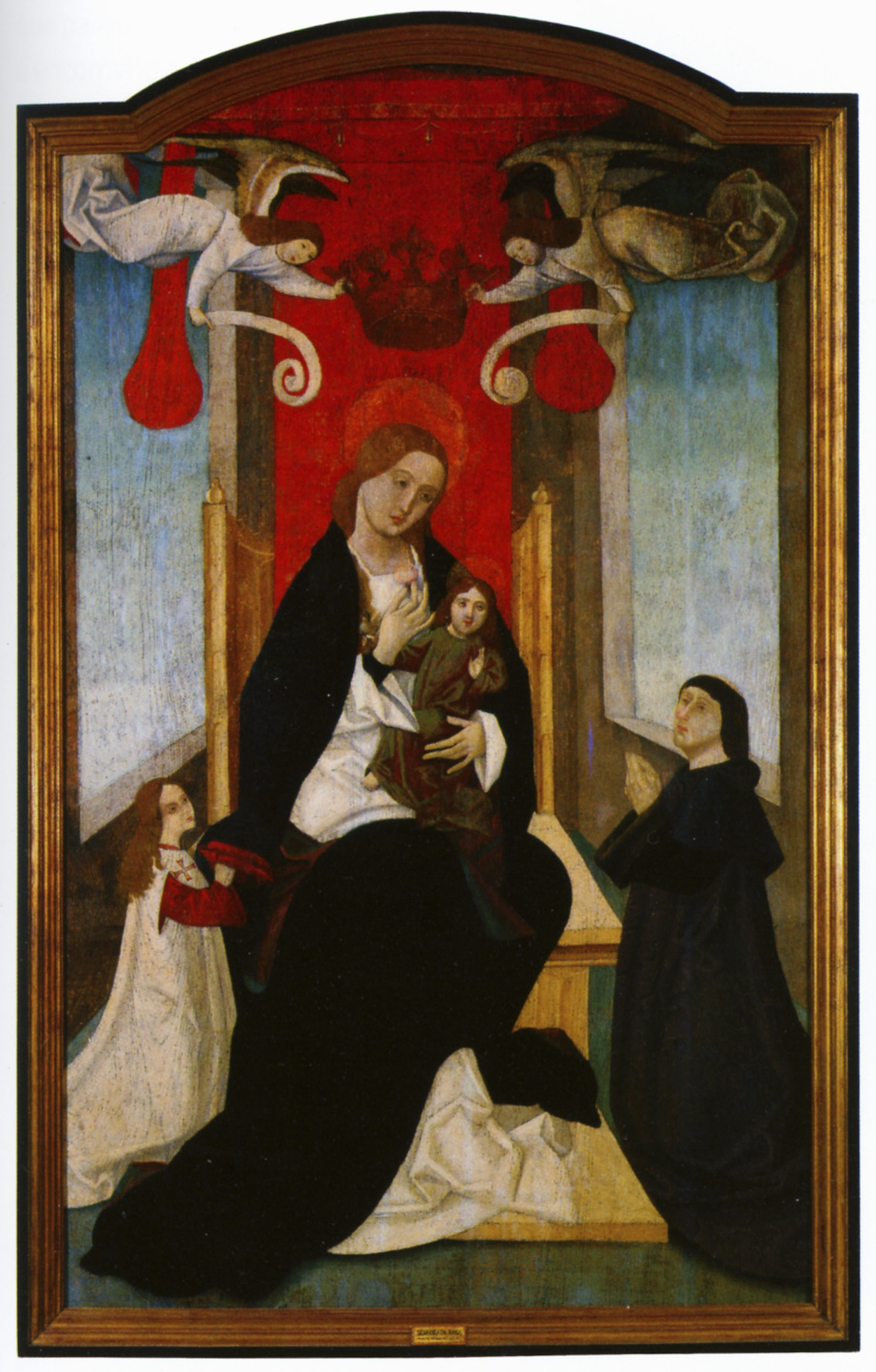
Autor desconhecido, Senhora da Rosa, séc. XV, 209 x 128 cm
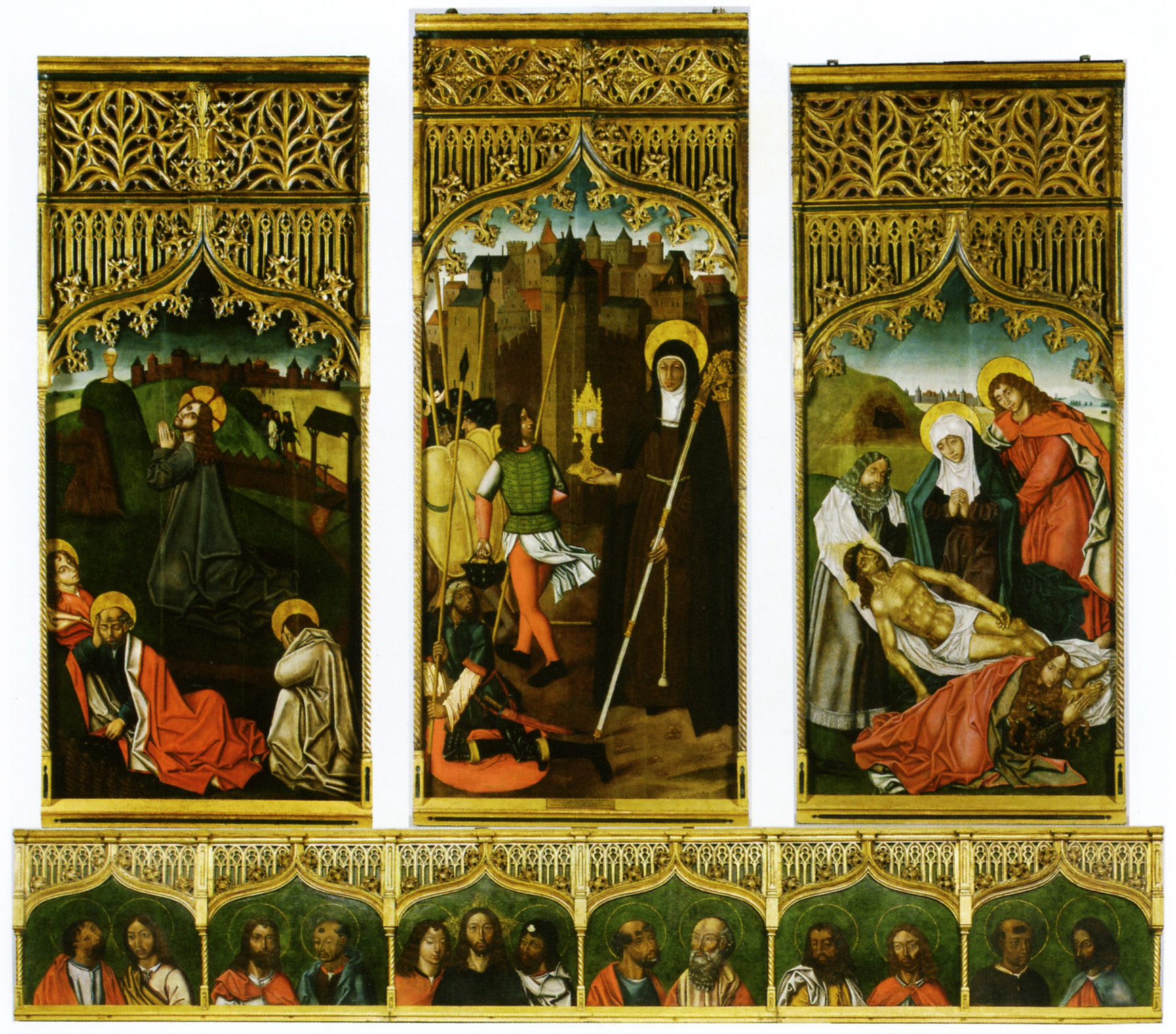
Tríptico de Santa Clara (Políptico de Santa Clara), Séc. XV (c. 1486), 297 x 342 cm
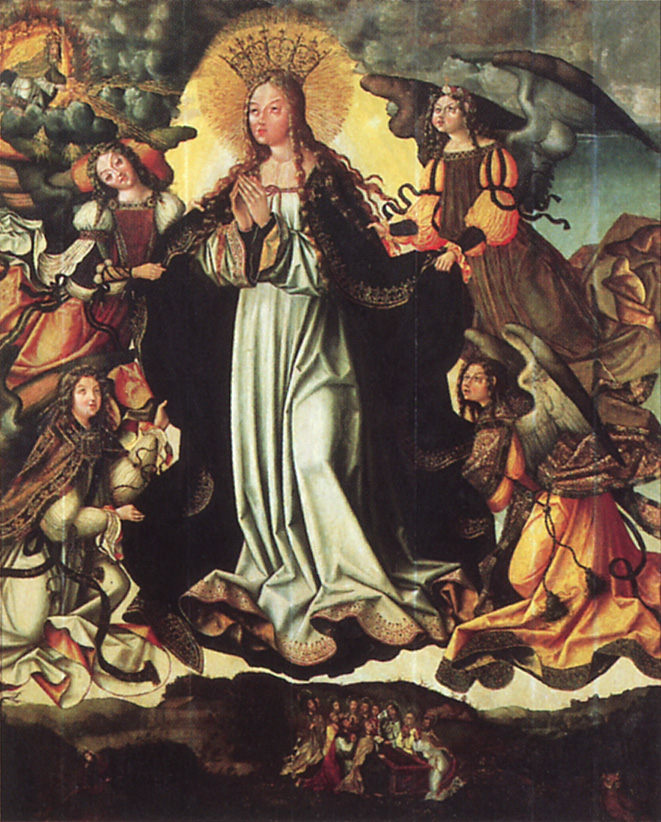
Mestres do Sardoal, Assunção da Virgem, séc. XVI (início), 168 x 135 cm
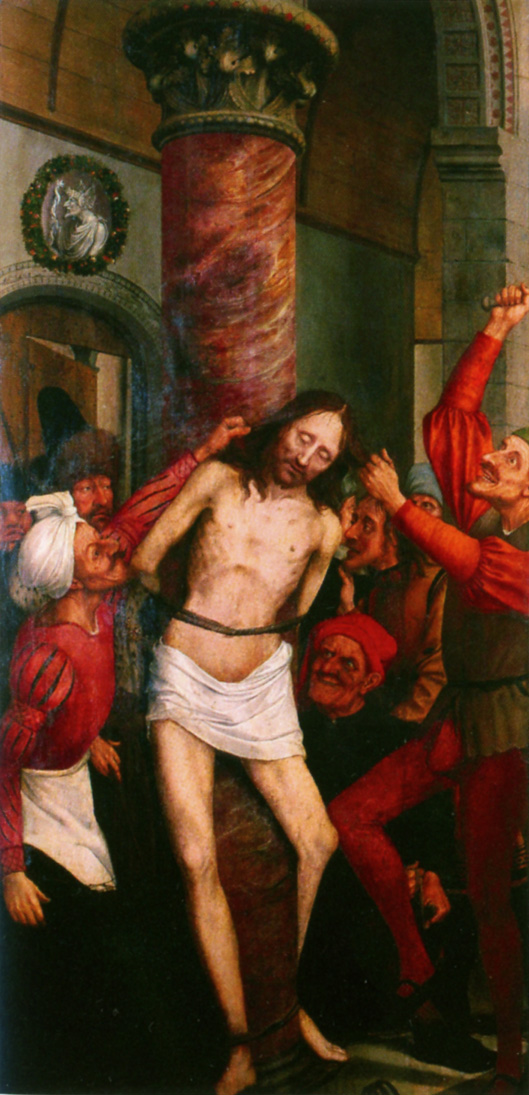
Quentin Metsys, Tríptico da Paixão de Cristo, c. 1514–17
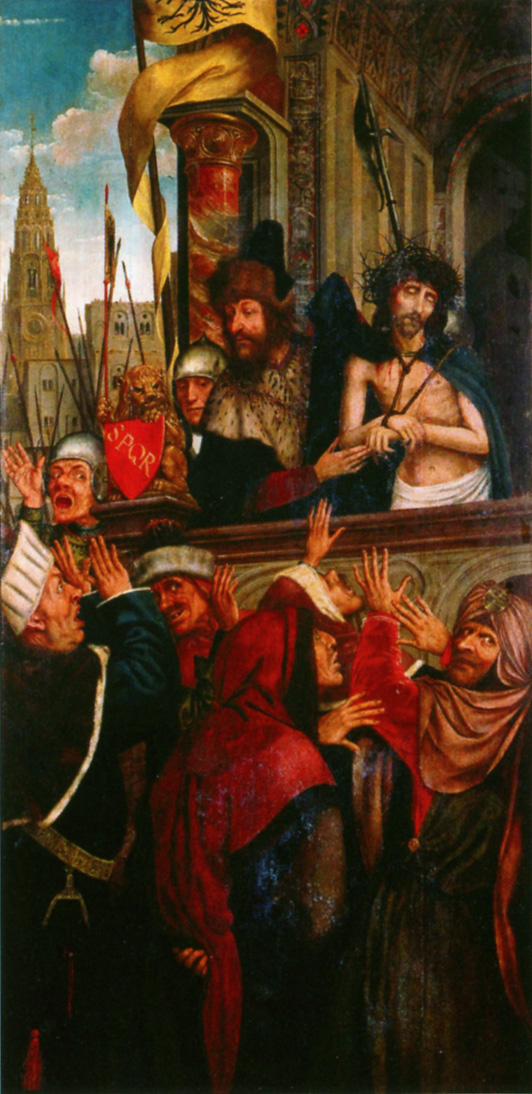
Quentin Metsys, Tríptico da Paixão de Cristo, c. 1514–17
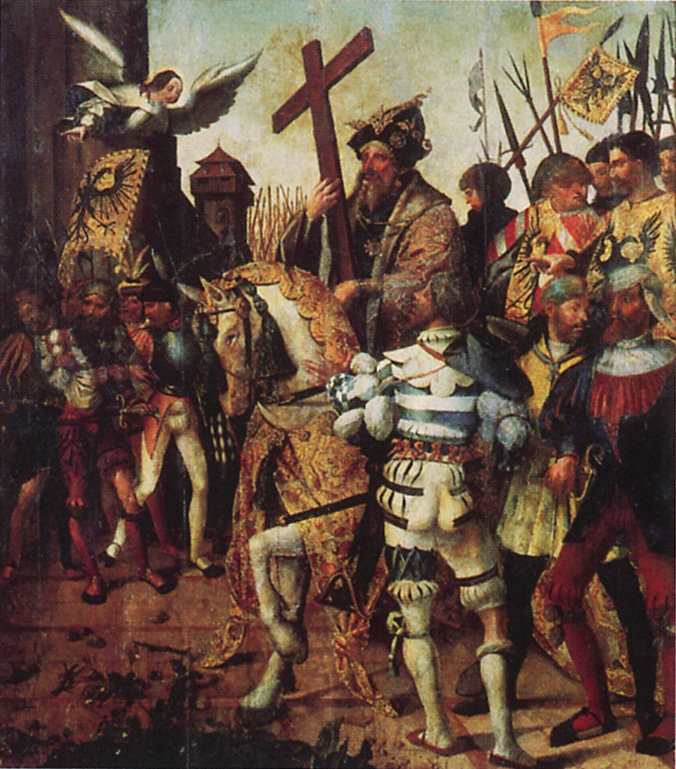
Cristóvão de Figueiredo, Imperador Heraclio com a Santa Cruz, 1522–1530 (Políptico do Mosteiro de Santa Cruz de Coimbra)
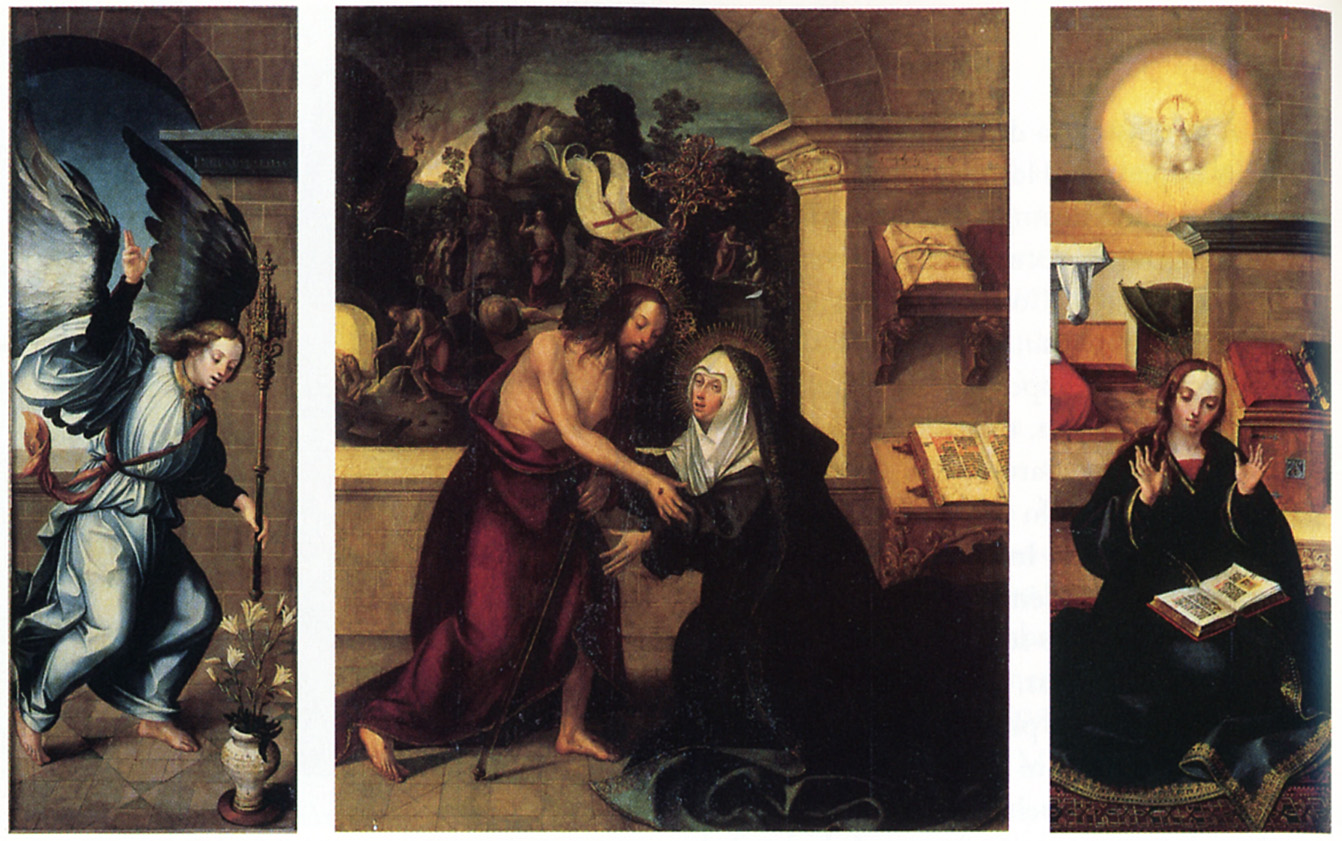
Garcia Fernandes, Tríptico da Aparição de Cristo à Virgem, 1531, 98,5 x 123,5 cm
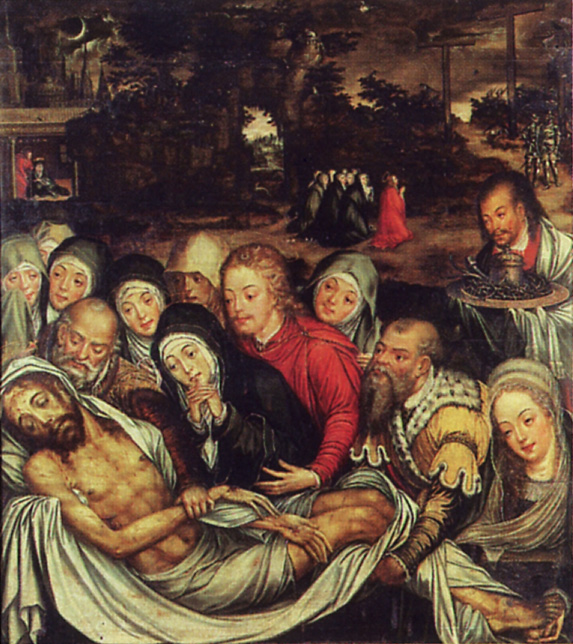
Bernardo Manuel, Lamentação de Cristo, 1570–1580, 178 x 160 cm
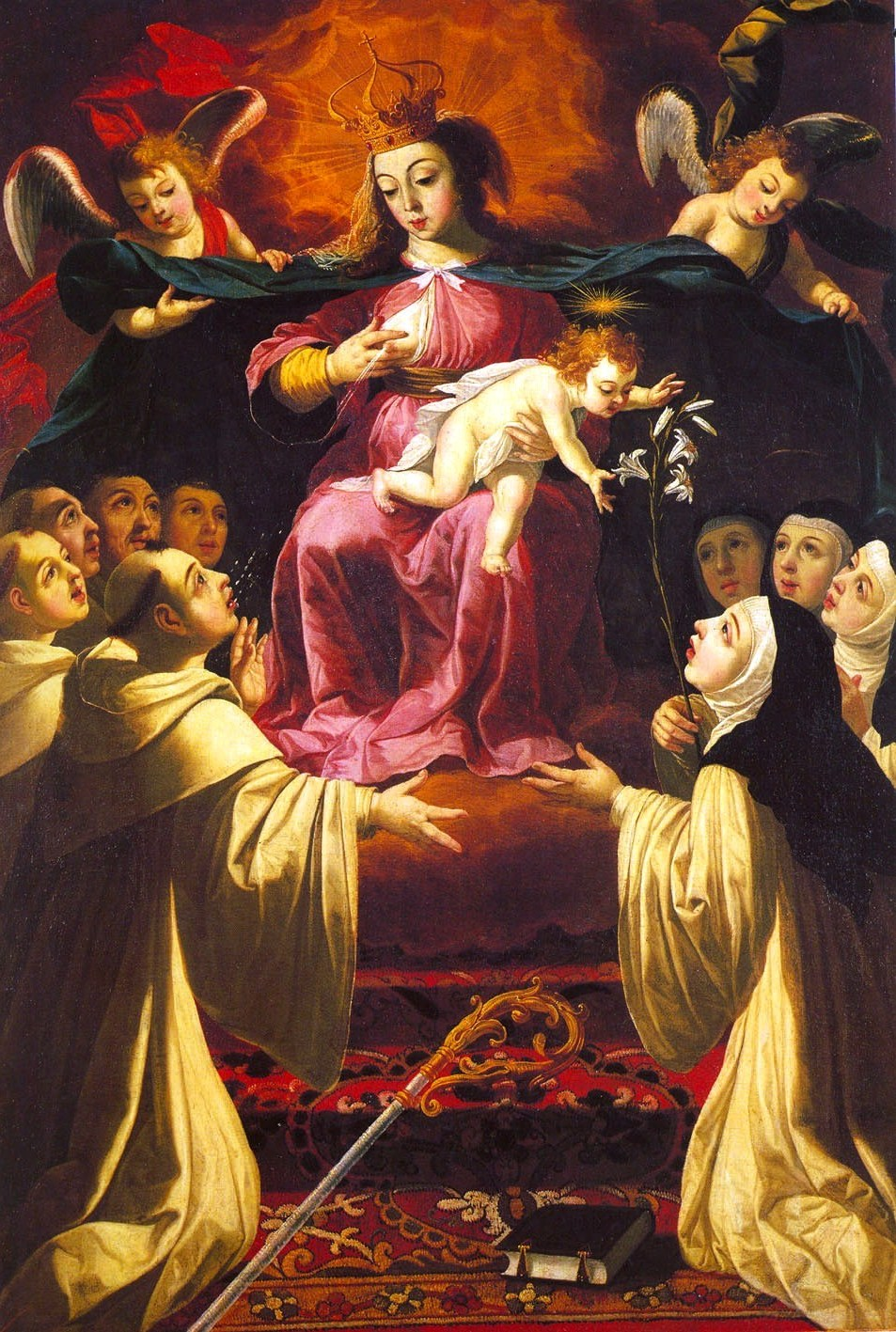
Josefa de Óbidos, A Virgem Aleitando São Bernardo, 1670
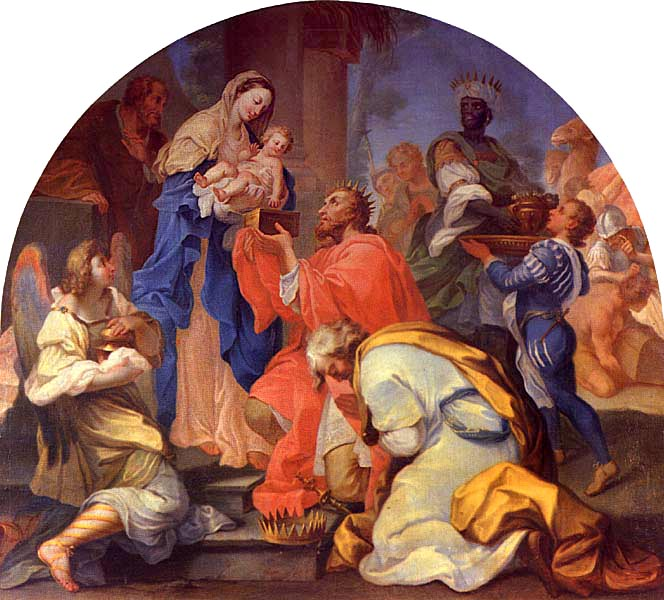
André Gonçalves, Adoração dos Magos, séc. XVIII

### Artes Decorativas
O acervo do museu é composto por um importante conjunto de peças de ourivesaria, joalharia, têxteis, mobiliário e cerâmica. Integra ainda um núcleo de artes decorativas do extremo oriente (China e Japão).
- Ourivesaria / Joalharia – O acervo inclui uma importante coleção de ourivesaria sacra dos séculos XII a XVIII, incluindo algumas das obras-primas da ourivesaria portuguesa, como o cálice de D. Gueda Mendes do século XII, o tesouro da Rainha Santa Isabel, a Custódia manuelina da Sé de Coimbra (1527) e a Custódia do Sacramento (século XVIII). No que respeita à joalharia, o acervo é essencialmente constituído por peças dos séculos XVI a XVIII provenientes de casas religiosas onde deram entrada enquanto dote de noviça, oferenda, doação régia ou legado.[8]

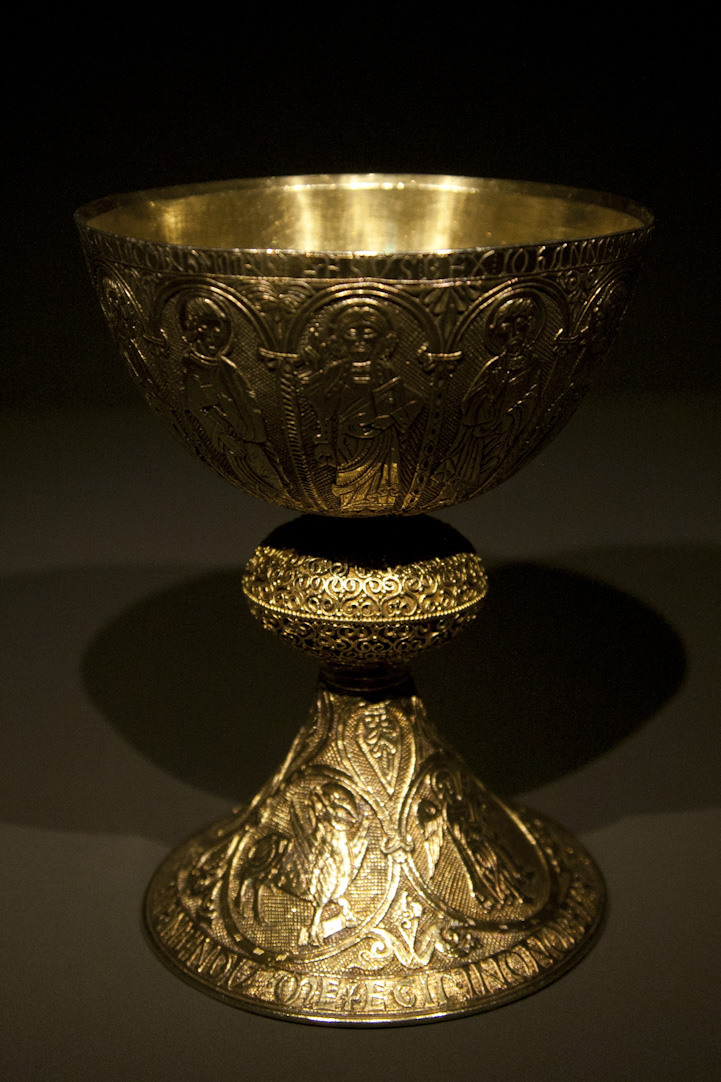
Cálice de D. Gueda Mendes, séc. XII
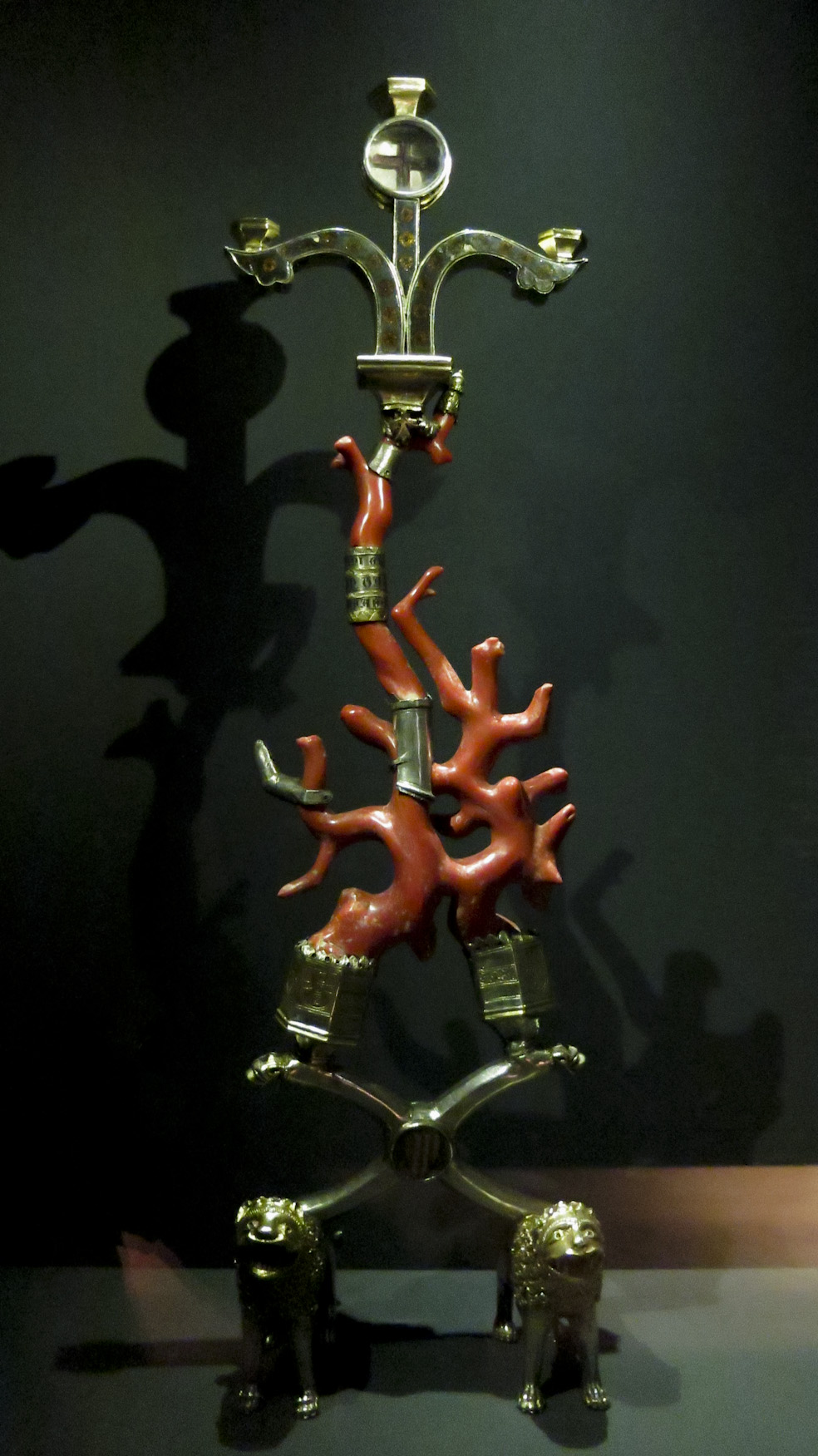
Relicário, séc. XIV (tesouro da Rainha Santa Isabel)
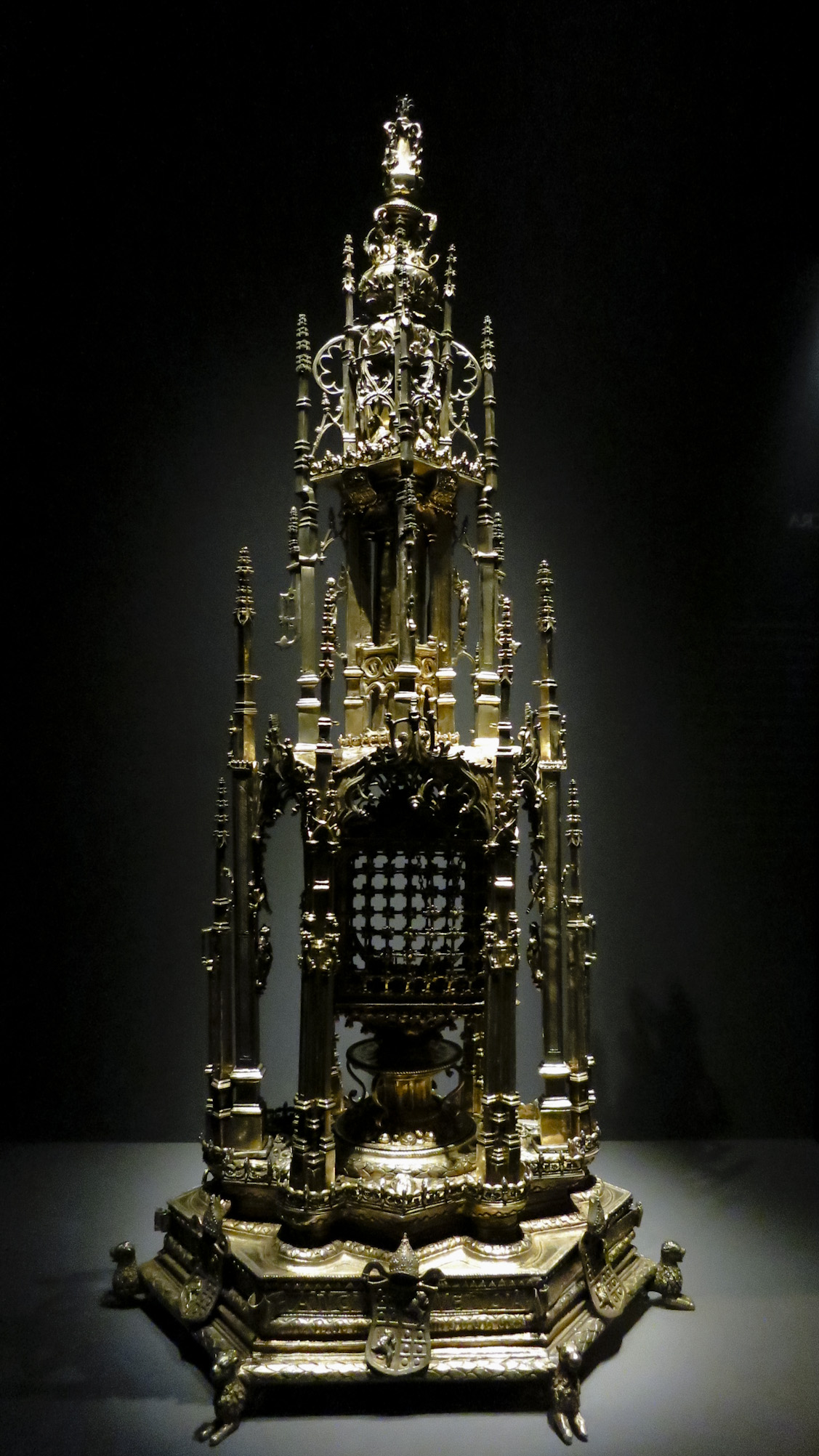
Custódia da Sé de Coimbra, 1527, 75,5 x 35 cm
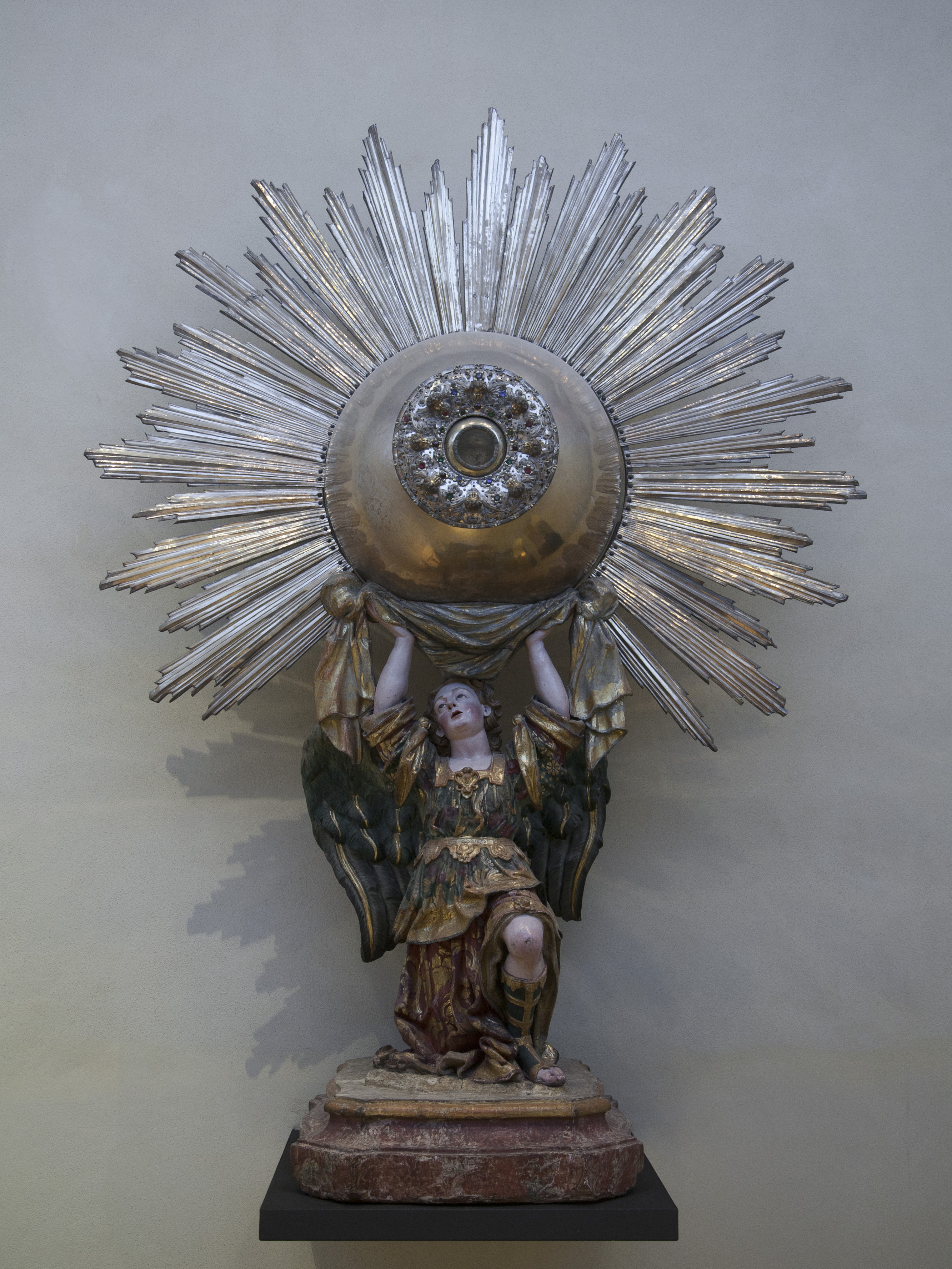
Custódia do Sacramento, século XVIII, 162 x 96 x 99 cm
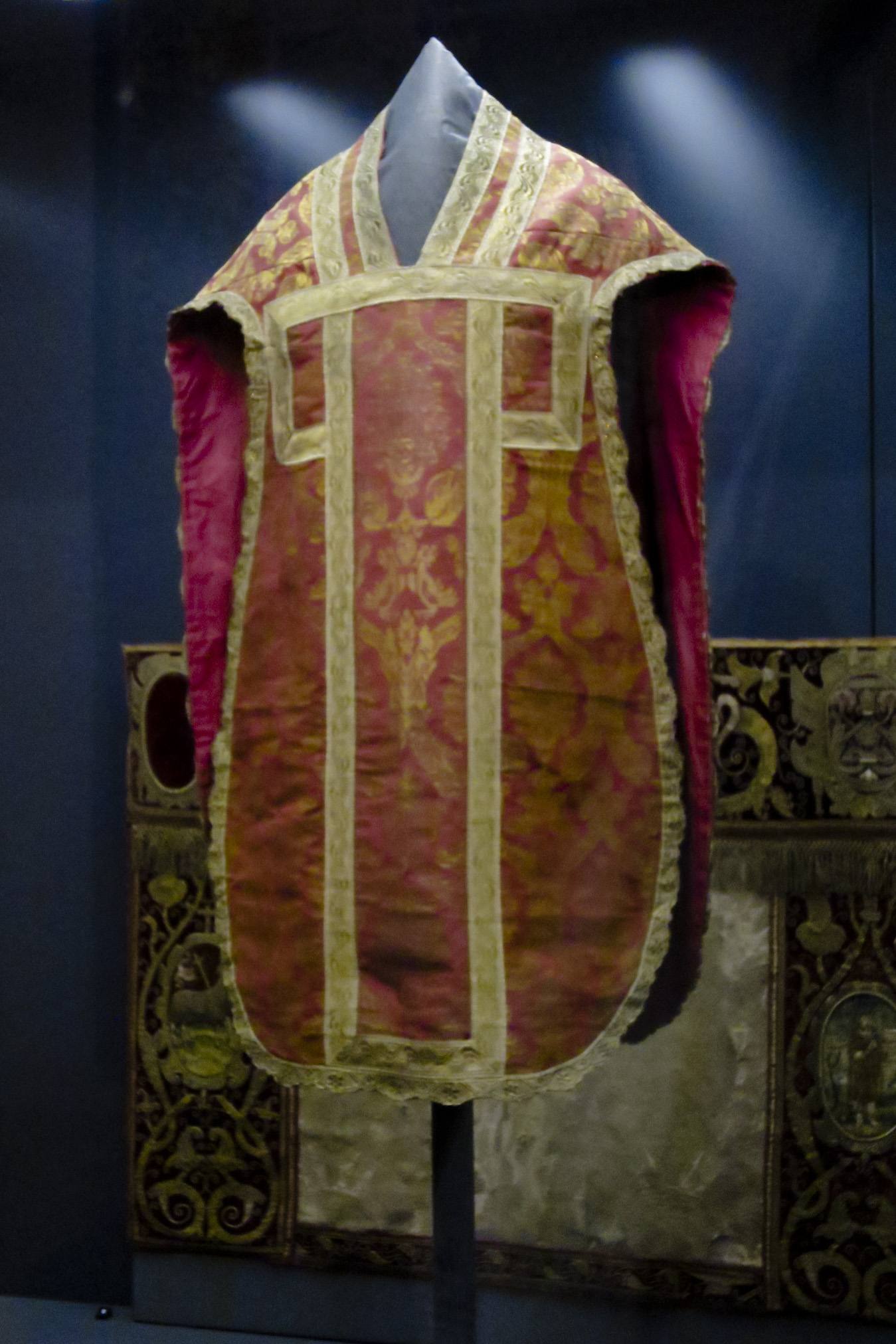
Veste litúrgica

- Têxteis / Mobiliário / Cerâmica – o MNMC possui importantes núcleos de têxteis de função religiosa (paramentaria litúrgica dos séculos XVI-XIX), mas também um extenso núcleo de amostras de tecidos que inclui fragmentos raros datados dos séculos XIV e XV. Tapetes orientais e de Arraiolos, uma tapeçaria flamenga (Vénus e Marte surpreendidos por Vulcano) e diversas colchas completam o acervo. A coleção de mobiliário situa-se entre os século XVI e XIX; abrange os períodos manuelino, renascentista, filipino, barroco, rocaille, e neoclássico, ilustrando a evolução do mobiliário português ao longo desse extenso período. De proveniência diversificada, o núcleo de cerâmica integra produtos de uso doméstico, de revestimento parietal e pavimentar, ilustrando diversos fabricos do século XV ao XX.[8]

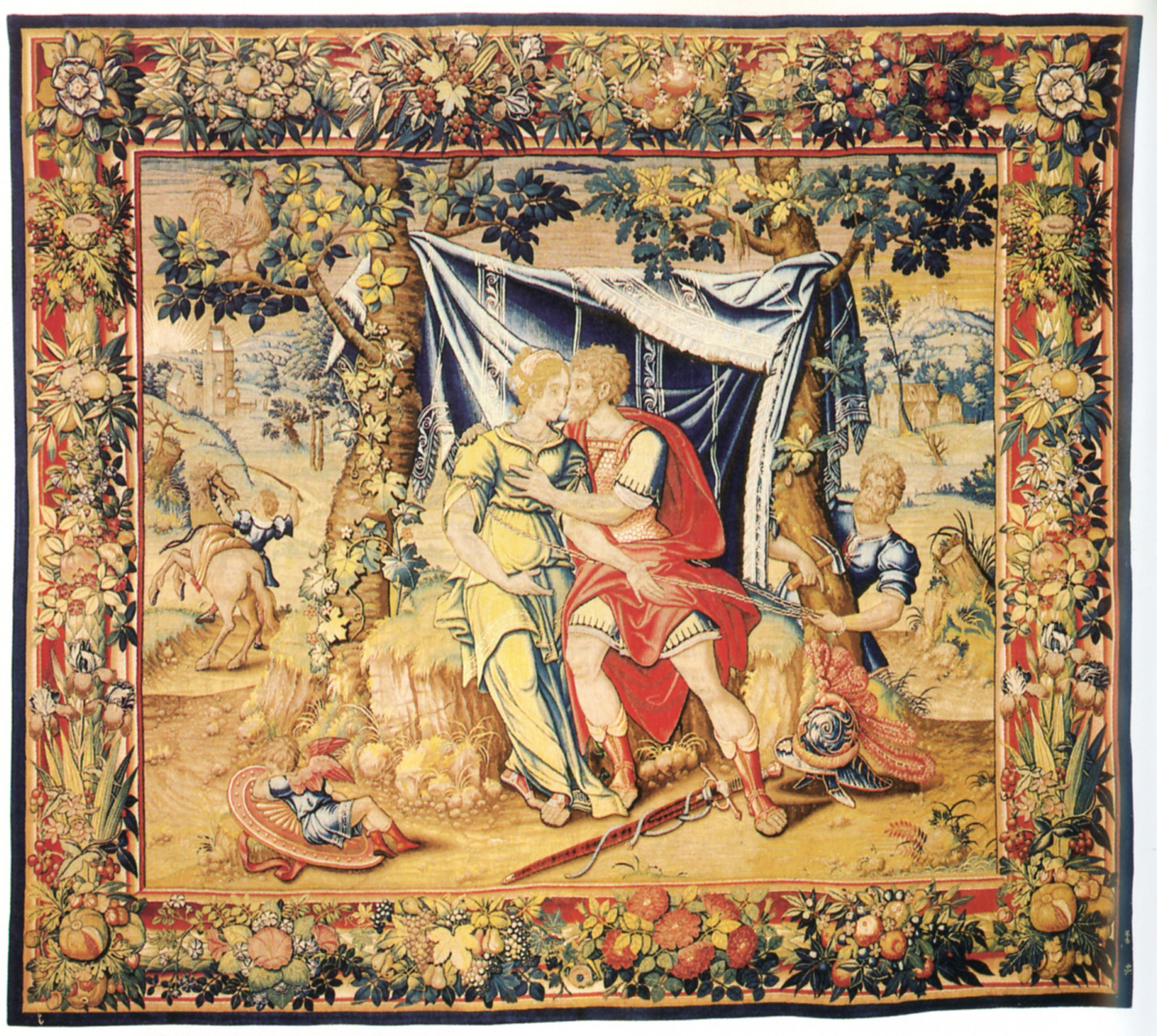
Vénus e Marte surpreendidos por Vulcano, tapeçaria, século XVI, 360 x 405 cm
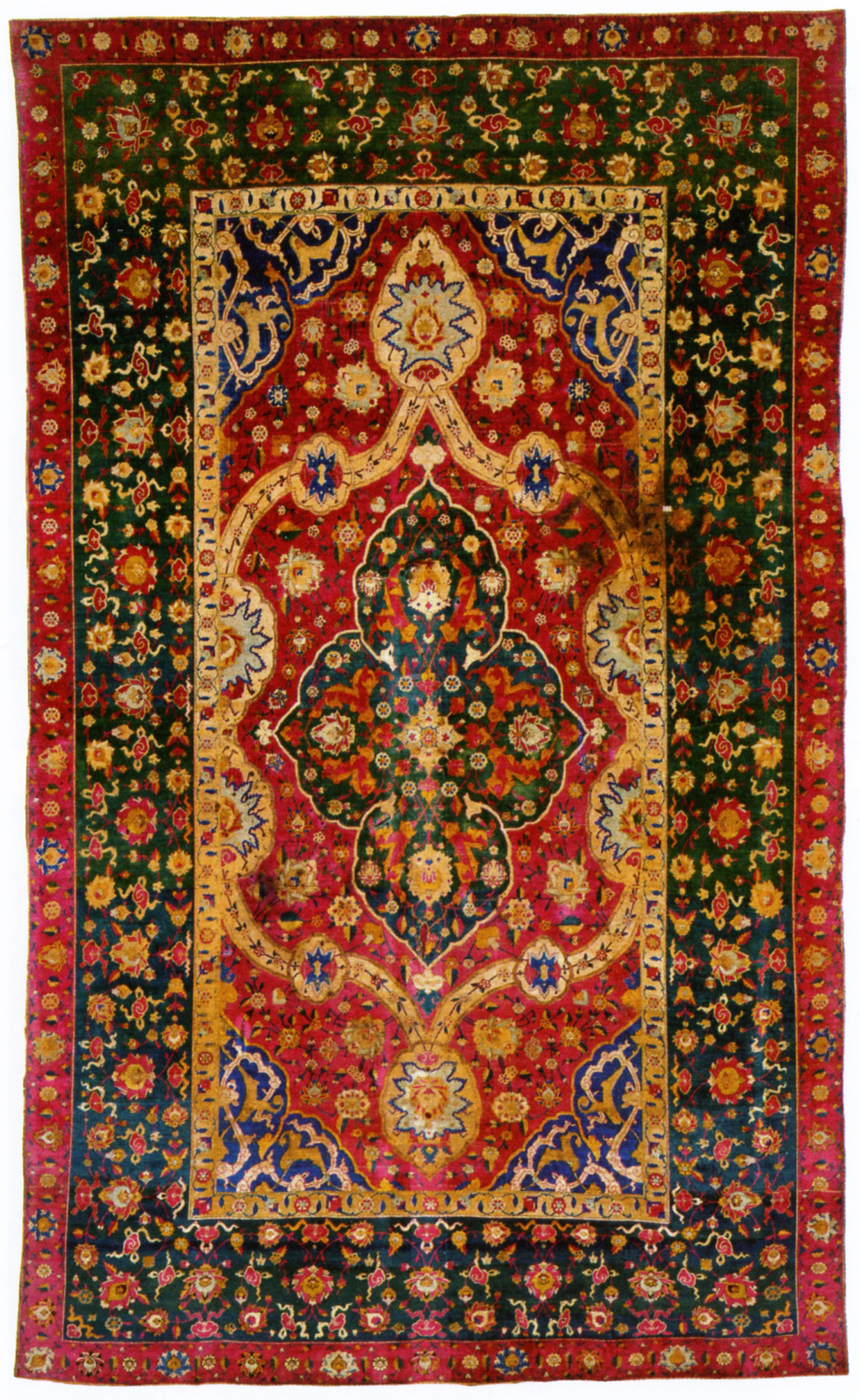
Tapete de Medalhão (tapete de Caxã), século XVI, antiga Pérsia, seda natural
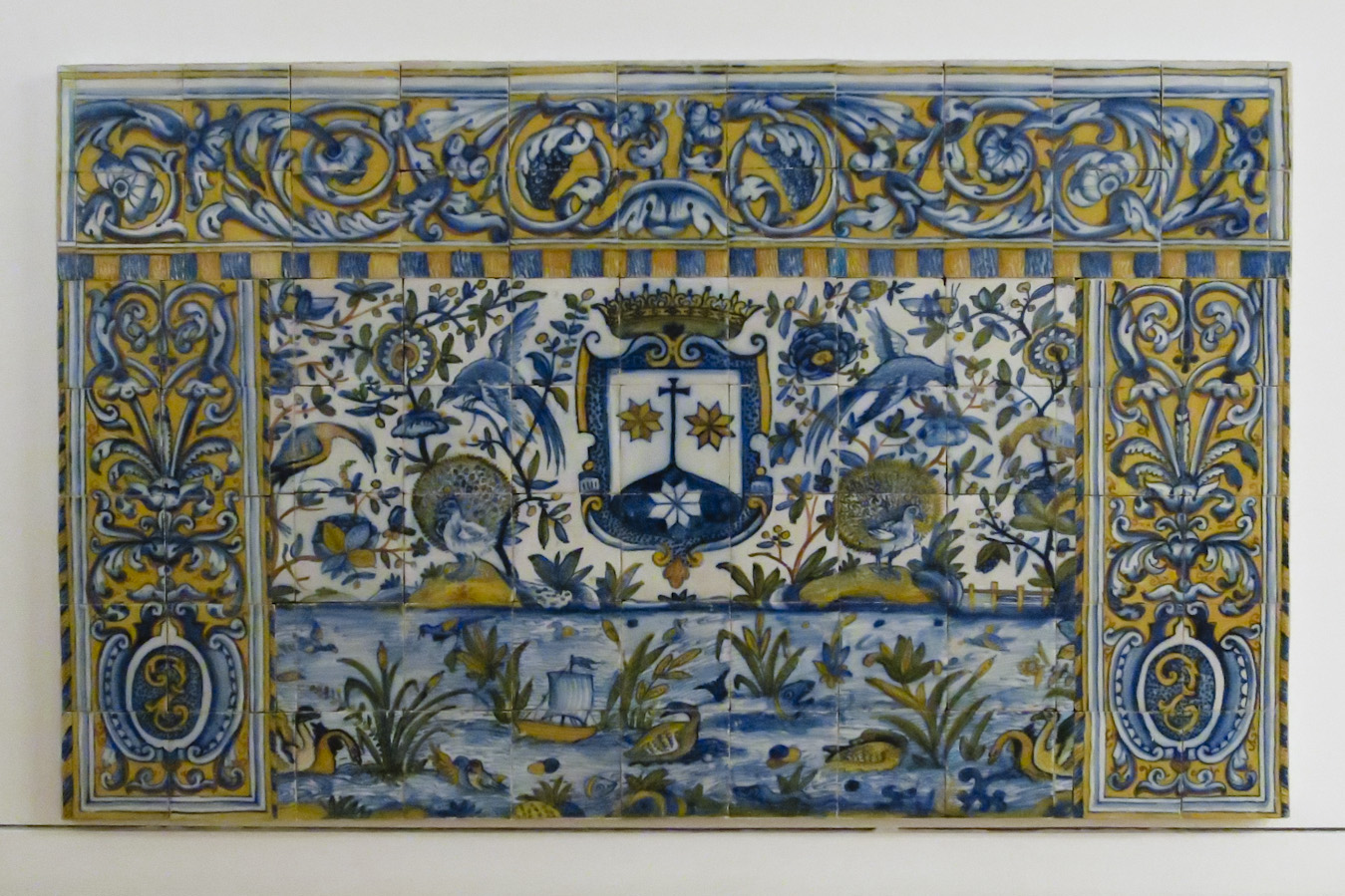
Frontal de altar em azulejo, c.1670
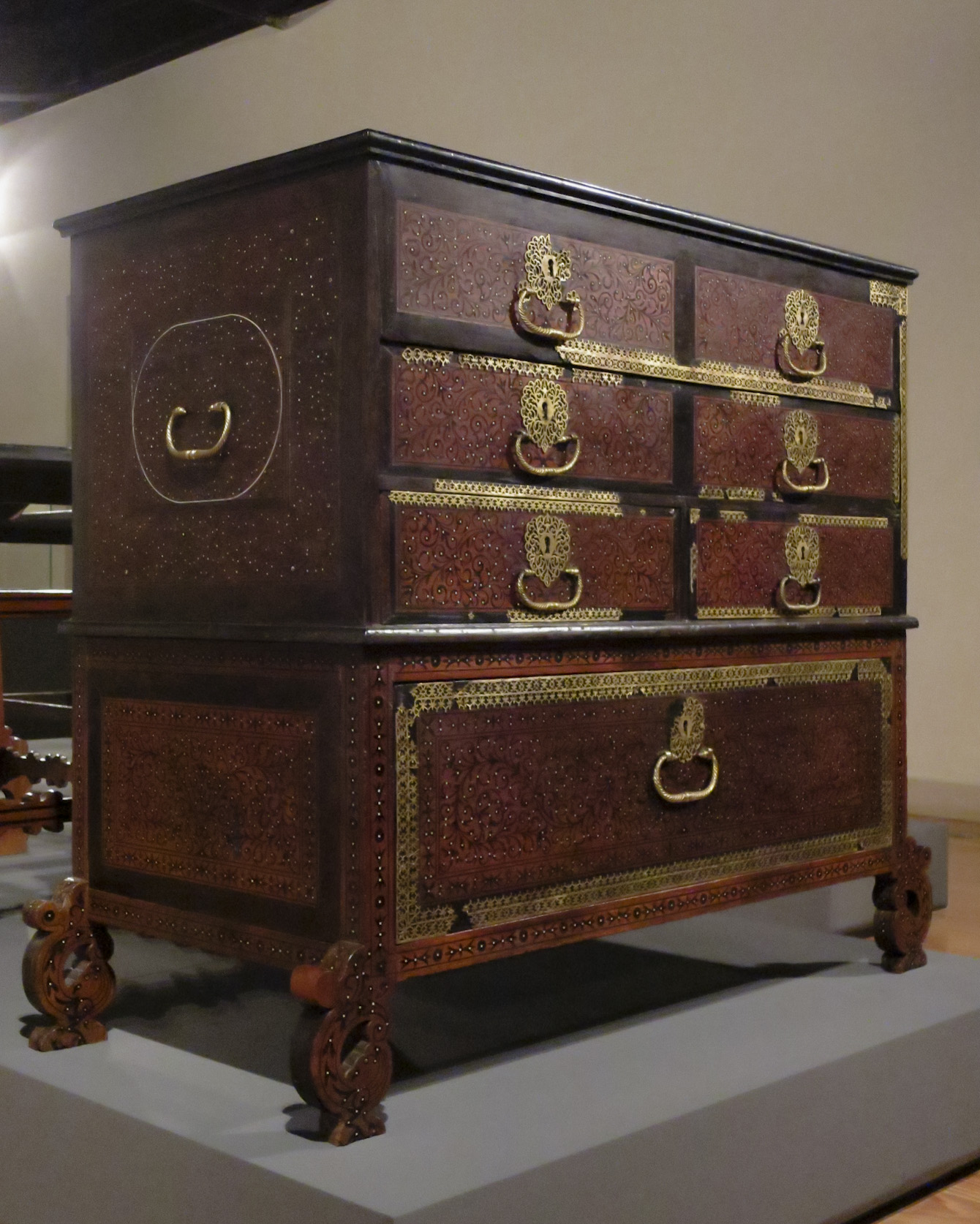
Arca-contador Indo-Português, século XVII
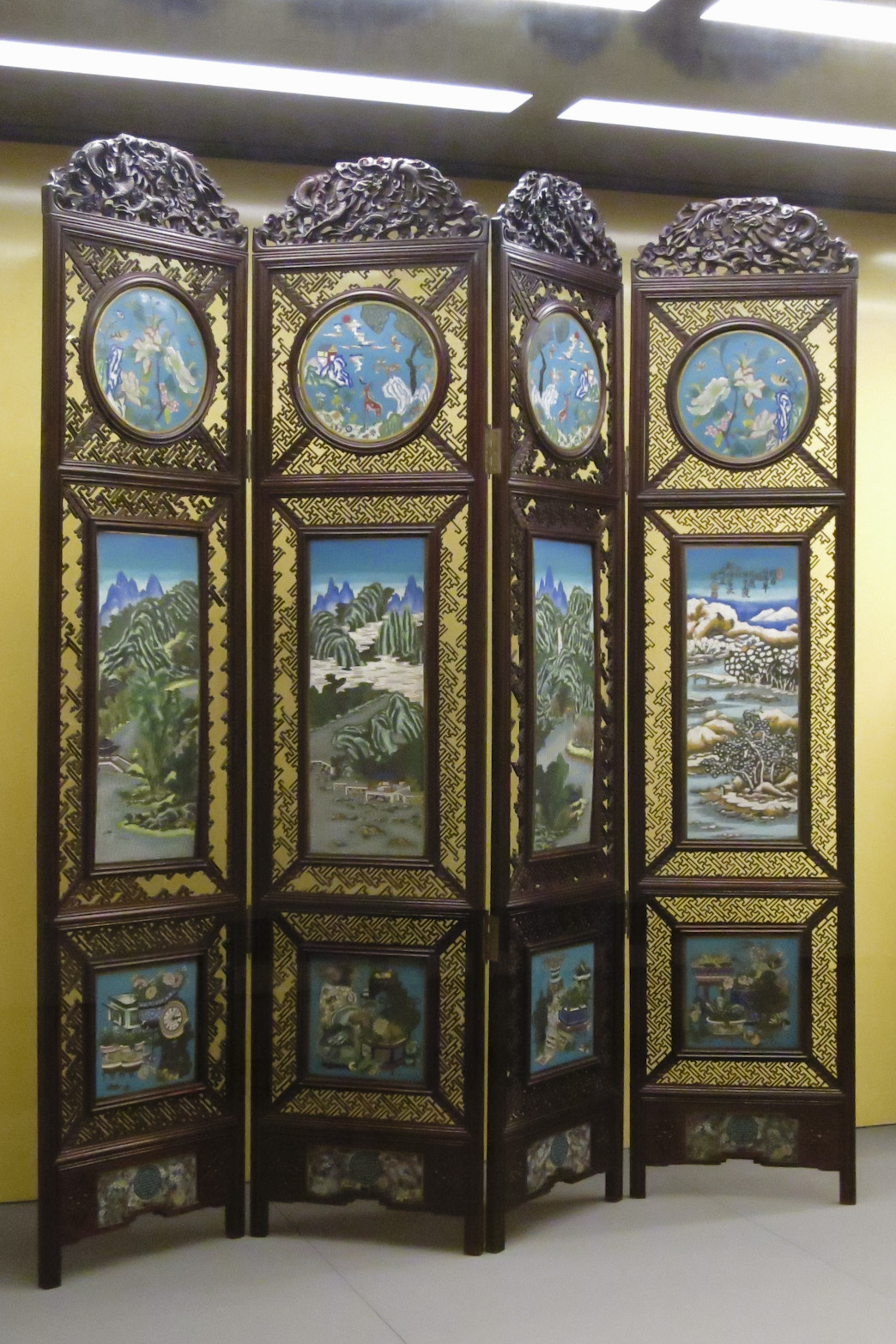
Biombo (China), século XVIII